# Pierre Mendès France
Pour les articles homonymes, voir Mendès (homonymie), France (homonymie) et PMF.
« Mendès France » redirige ici. Pour les autres significations, voir Mendès France (homonymie).
Pierre Mendès France, parfois surnommé PMF, né le 11 janvier 1907 à Paris (Seine) et mort le 18 octobre 1982 dans la même ville, est un homme d'État français, président du Conseil des ministres du 18 juin 1954 au 23 février 1955.
Il s'initie à la vie politique dès 1924 dans les mouvements étudiants d'opposition à l'extrême droite. Il rencontre Édouard Herriot, qui le motive à adhérer au Parti républicain, radical et radical-socialiste.
Aux élections législatives de 1932, il est élu de justesse député de l'Eure. Malgré le fait qu'il soit plus identifié à gauche que la majorité du Parti radical, s'opposant parfois aux grandes figures du parti, il en reste membre. Après les évènements du 6 février 1934 et la chute du gouvernement Daladier, il s'oppose fermement à l’alliance des radicaux avec la droite, dont la Fédération républicaine de Louis Marin.
En 1936, il participe à la coalition du Front populaire, puis devient en 1938 membre du second gouvernement de Léon Blum.
Pendant la Seconde Guerre mondiale, après avoir été incarcéré par le régime de Vichy, il parvient à s'évader et à rejoindre la Résistance et s'engage dans les Forces aériennes françaises libres. Il est ensuite commissaire aux Finances puis ministre de l'Économie nationale dans le gouvernement provisoire du général de Gaulle de septembre 1943 à avril 1945. Son plan de rigueur est rejeté par le général de Gaulle, ce qui conduit Pierre Mendès France à la démission.
Après la défaite militaire de Diên Biên Phu, il est proposé à la présidence du Conseil par le président René Coty et obtient l'investiture de l'Assemblée nationale à une écrasante majorité dans l'urgence de la situation ; il cumule cette fonction avec celle de ministre des Affaires étrangères. S'il parvient à conclure la paix en Indochine, à préparer l'indépendance de la Tunisie et à amorcer celle du Maroc, il n'emporte pas l'adhésion sur la question très sensible de l'Algérie française. Il autorise en 1954 les premières mesures de répression en Algérie lors du déclenchement de la guerre d'indépendance. Ami de Shimon Peres, il initie également une coopération militaire étroite avec Israël, approuvant la vente d'armes, de tanks et d'avions au jeune Etat. Il pose en outre les bases du programme nucléaire mitaire français ainsi que des premiers transferts de technologie nucléaire vers Israël. Renversé par l'Assemblée sur la question de l'Algérie française, il quitte la présidence du gouvernement en février 1955.
Ministre d'État sans portefeuille du gouvernement Guy Mollet en 1956, il démissionne au bout de quelques mois en raison de son désaccord avec la politique du cabinet menée en Algérie.
Il vote contre l'investiture de Charles de Gaulle à la présidence du Conseil en 1958, puis abandonne tous ses mandats locaux à la suite de sa défaite aux élections législatives qui suivent. Après avoir été pressenti pour se présenter à l’élection présidentielle de 1965, il revient au Parlement en 1967, en se faisant élire député PSU de l'Isère. Ayant perdu son siège à l’Assemblée nationale l'année suivante, il forme un « ticket » avec Gaston Defferre, candidat à l'élection présidentielle de 1969, mais celui-ci ne recueille que 5 % des suffrages exprimés.

## Situation personnelle

### Origines

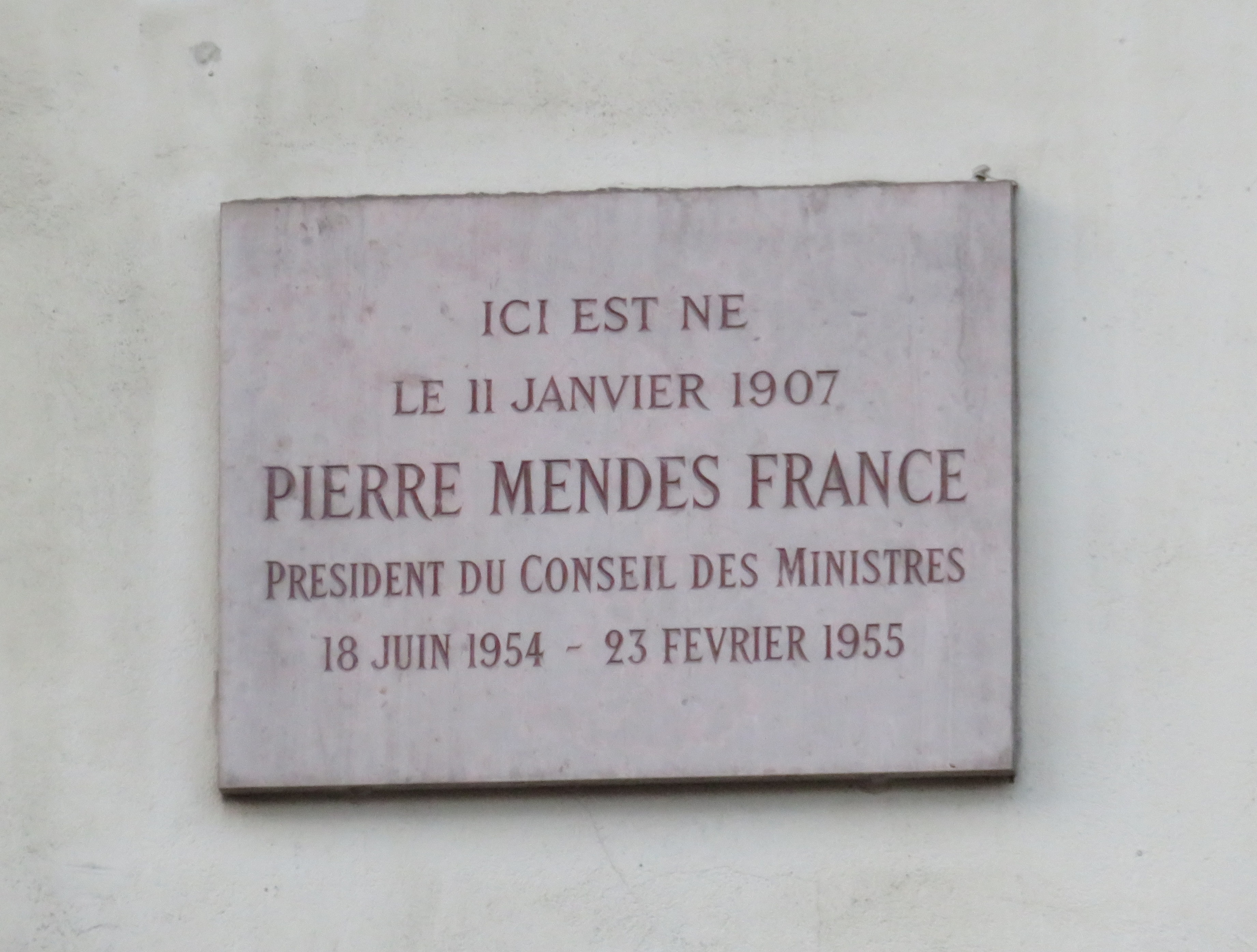
Plaque commémorative au n° 75 rue de Turbigo à.

Pierre Mendès France est issu d'une vieille famille d'ascendance séfarade judéo-portugaise du nom de « Mendes de França », installée à Bordeaux, Rochefort, Louviers et Paris. Son premier ancêtre établi en France est Luís Mendes de França, arrivé du Portugal vers 1684 et établi à Bordeaux en provenance de La Rochelle. Son père, Cerf-David Mendès France, fondateur d'une entreprise de confection, était rigoureusement areligieux. L'affaire Dreyfus avait été la grande bataille de sa vie, qu'il avait vécue « moins en juif solidaire qu'en démocrate indigné », démocrate de gauche bien qu'il n'ait jamais adhéré à aucun parti politique. Sur le sujet des études de son fils, sa position était claire : le parcours sera laïc, de l'école communale au doctorat en droit. Évoquant son rapport au judaïsme en mars 1976 dans L'Arche, Pierre Mendès France se définit comme non religieux et non pratiquant et explique que, s'il se sait juif, « ce n'est ni un fait religieux ni un fait racial », mais « une sensation », « une sensibilité » « et donc une réalité ».
La sœur de Pierre, Marcelle Grumbach, précise que leur mère était plus superstitieuse que croyante, et elle confirme que leur père, Cerf-David Mendès France, était rigoureusement areligieux, raison pour laquelle c'est à Strasbourg, chez ses grands-parents maternels, que Pierre a fait sa bar-mitzvah. Il s'est rapidement éloigné des valeurs religieuses mais il a plusieurs fois exprimé son attachement au judaïsme. Lors de l'entrevue rapportée par la revue L'Arche, il disait en 1976 : « Je sais que je suis juif. Mes enfants, qui n'ont pas la foi plus que moi savent qu'ils sont juifs. Je sens que les antisémites me considèrent comme juif, voilà les faits. ». De même, Pierre Birnbaum rapporte cette affirmation de Mendès France : « Je suis athée, républicain français mais je suis aussi très attaché au judaïsme. C'est comme ça… ».

### Formation et carrière
Pierre Mendès France fréquente des écoles élémentaires du centre-ville de Paris, notamment dans le 2e arrondissement de Paris. Il étudie au lycée Lakanal à partir de la sixième, avant de partir continuer ses études secondaires à Strasbourg chez sa grand-mère. Il revient à Paris mais se retrouve à l'école primaire supérieure Turgot, où il reçoit une instruction dite moderne, c'est-à-dire sans latin. Il obtient de justesse le baccalauréat de classe de Première. Il entre au lycée Louis-le-Grand, où il est reçu au baccalauréat à l'âge de quinze ans.
Il suit des études de droit à la faculté de droit de l'université de Paris et passe par l'École libre des sciences politiques de la rue Saint-Guillaume. Lors de ce passage, il devient l'un des plus jeunes membre de la Conférence Olivaint.
Très intéressé par les questions économiques et financières, il soutient, en mars 1928, à l'âge de 21 ans, une thèse sur la « politique de redressement du franc menée par Raymond Poincaré », dans laquelle il salue l'efficacité « brute » de cette politique, mais en critique les conséquences économiques et sociales. Pour lui, « l'économie est une science vraie ; sa pratique concourt au développement harmonieux des sociétés […] on peut changer le monde, à condition d'en connaître les lois ».
Il devient en 1928, à vingt et un ans, le plus jeune avocat de France. Il adhère en 1928 à la franc-maçonnerie mais n'y a pas de réelle activité et ne se réinscrit pas après la guerre.

### Vie privée et familiale
Le 26 décembre 1933 à Louviers, Pierre Mendès France épouse Liliane dite Lily Cicurel (1910-1967), sœur de Raymond Cicurel. Leur mariage en 1933 a été acté religieusement. Amie proche de la sœur de Pierre, Marcelle, Lily est une artiste peintre. Elle a notamment réalisé le portrait de son époux. Ce mariage la libère de l'autorité d'une mère dominatrice, juive d'origine égyptienne, dont le mari Moreno Cicurel a été assassiné au Caire.
De leur union naissent deux enfants :
- Bernard Mendès France (1934-1991), administrateur à l'Institut national de la statistique et des études économiques, marié en premières noces en 1972 avec Patricia Giros (née en 1944) et, après son divorce prononcé en 1977, en secondes noces, en 1985, avec Mireille Fanon (née en 1948).
- Michel Mendès France (1936-2018), mathématicien, marié en 1969 avec Joan Horsley, professeure d'anglais à l'École nationale de la magistrature, dont sont issus deux enfants : Tristan Mendès France (1970) et Margot Mendès France (1975)[16].

Lily Cicurel-Mendès-France est morte le 27 novembre 1967 à Suresnes.
Lors du congrès du Parti radical de 1955, Mendès France rencontre Marie-Claire de Fleurieu, née Marie-Claire Servan-Schreiber, fille de Robert Servan-Schreiber et Suzanne Crémieux, une des premières femmes élues sénatrices. Marie-Claire est journaliste à L'Express et au journal Les Échos et vit séparée de son mari, le comte Jacques Claret de Fleurieu. Pierre Mendès France se lie avec elle secrètement dès 1956,. Le 2 janvier 1971 à Montfrin (Gard), il l'épouse en secondes noces, quatre ans après le décès de sa première épouse.
Pierre Mendès France était passionné par l'histoire des marranes et par les recherches généalogiques sur ses ancêtres, remontant jusqu'au XVIe siècle. Depuis 1935, il n'a cessé de rassembler une importante documentation, annotée et classée. L'histoire de ces « gens quelconques jette mille lumières sur les conflits de religions et de mœurs, d'affaires et de pouvoir en Europe occidentale entre le XVe siècle et le XXe siècle. »

## Parcours politique

### Débuts

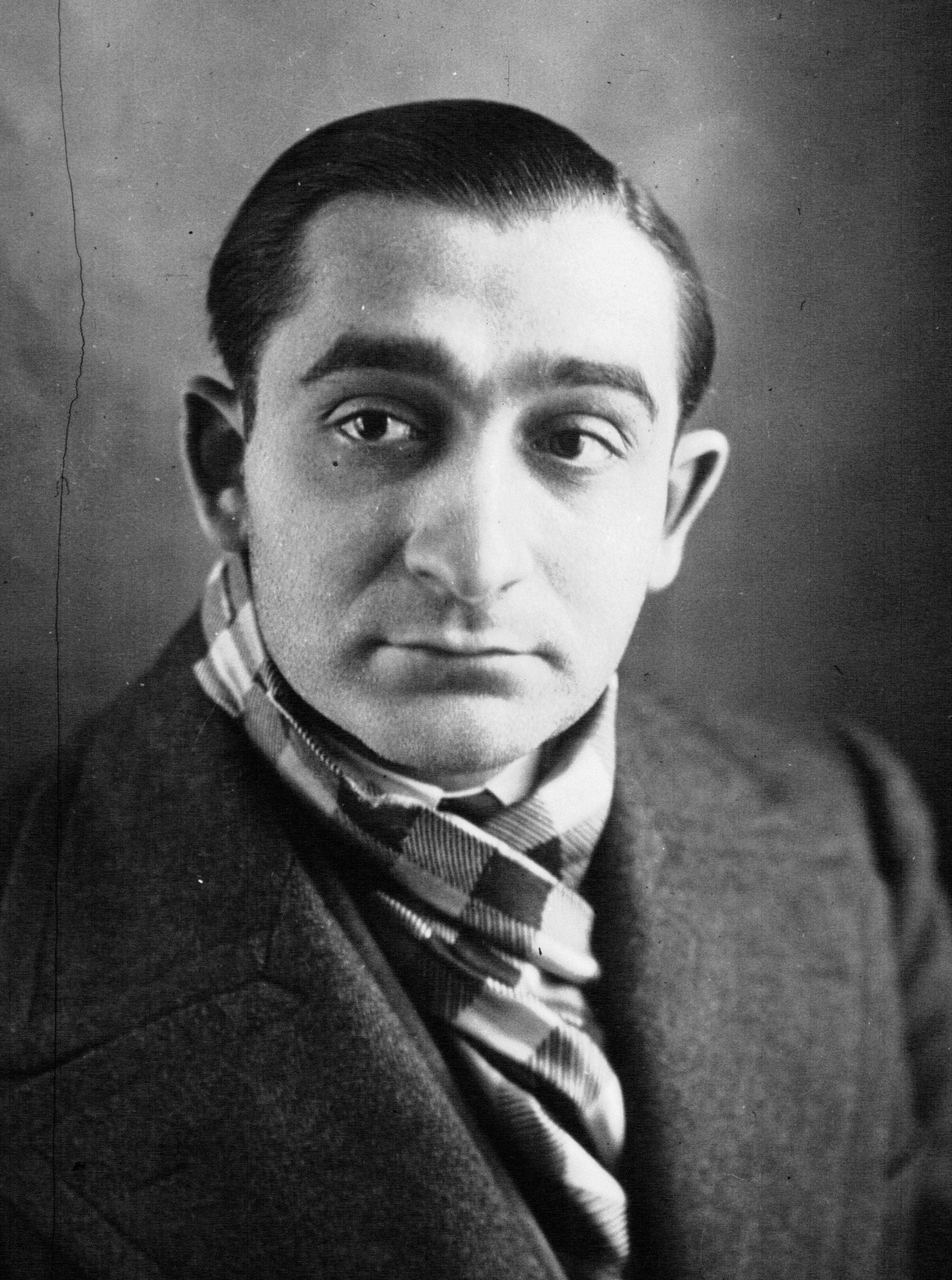
Pierre Mendès France en 1932 (BnF, Paris).

Parallèlement à ses études, Pierre Mendès France se tourne vers le militantisme de gauche. Il est l'un des membres fondateurs en 1924 de la Ligue d'action universitaire républicaine et socialiste (LAURS), un mouvement étudiant d'opposition à l'extrême droite, très actif dans le Quartier latin. Il participe aux affrontements qui opposent l'Action française et les Jeunes patriotes à la LAURS (qu'il préside en 1928) vers la fin des années 1920.
Pierre Mendès France apparaît alors comme l'un des espoirs du Parti radical auquel il est inscrit depuis 1924, dès l'âge de seize ans. Il fait partie, aux côtés de Jacques Kayser, Gaston Bergery, Pierre Cot, Jean Zay ou encore Bertrand de Jouvenel, des « Jeunes Turcs » qui réclament un renouvellement de la doctrine du mouvement, demandent son ancrage à gauche et contestent les orientations de la direction du mouvement incarnée par la figure historique d'Édouard Herriot. Selon Jean-Pierre Rioux, Pierre Mendès-France est un pragmatique : pour lui, « le tâtonnement peut être de règle », et, toujours selon Rioux, PMF « est très actif aussi dans tous les laboratoires intellectuels du renouveau théorique des années 1930, un des rares politiques à prendre au sérieux les non-conformistes » ; par exemple, il écrit dans les Cahiers bleus de Georges Valois, personnage complexe qui a d'abord milité à l'extrême gauche, puis à l'extrême droite jusqu'au fascisme avant de revenir à gauche et qui a terminé sa vie en 1945 au camp de Bergen-Belsen, après avoir, en tant que Résistant, été arrêté par la Gestapo.
Lors des élections législatives de 1932, il est élu député de l'Eure avec seulement quelque 200 voix d’avance sur son adversaire de droite au second tour de scrutin ; il est alors le plus jeune député de France,. Il est maire de Louviers à partir de 1935, puis devient conseiller général de l'Eure en 1937.
Il attaque Herriot, président du parti, au congrès de Clermont-Ferrand (mai 1934), soutient Édouard Daladier ainsi que la stratégie du Front populaire (1936) d'alliance avec les socialistes. Il prend la tête de la commission des douanes de la Chambre des députés, avant d'être nommé sous-secrétaire d'État au Trésor dans le deuxième et éphémère gouvernement Léon Blum (du 13 mars au 8 avril 1938). Le PCF s'abstient lors du vote du 9 juillet 1936 à propos de la participation française aux Jeux olympiques de Berlin, organisés par le régime nazi ; Pierre Mendès France est le seul député à voter contre,,.

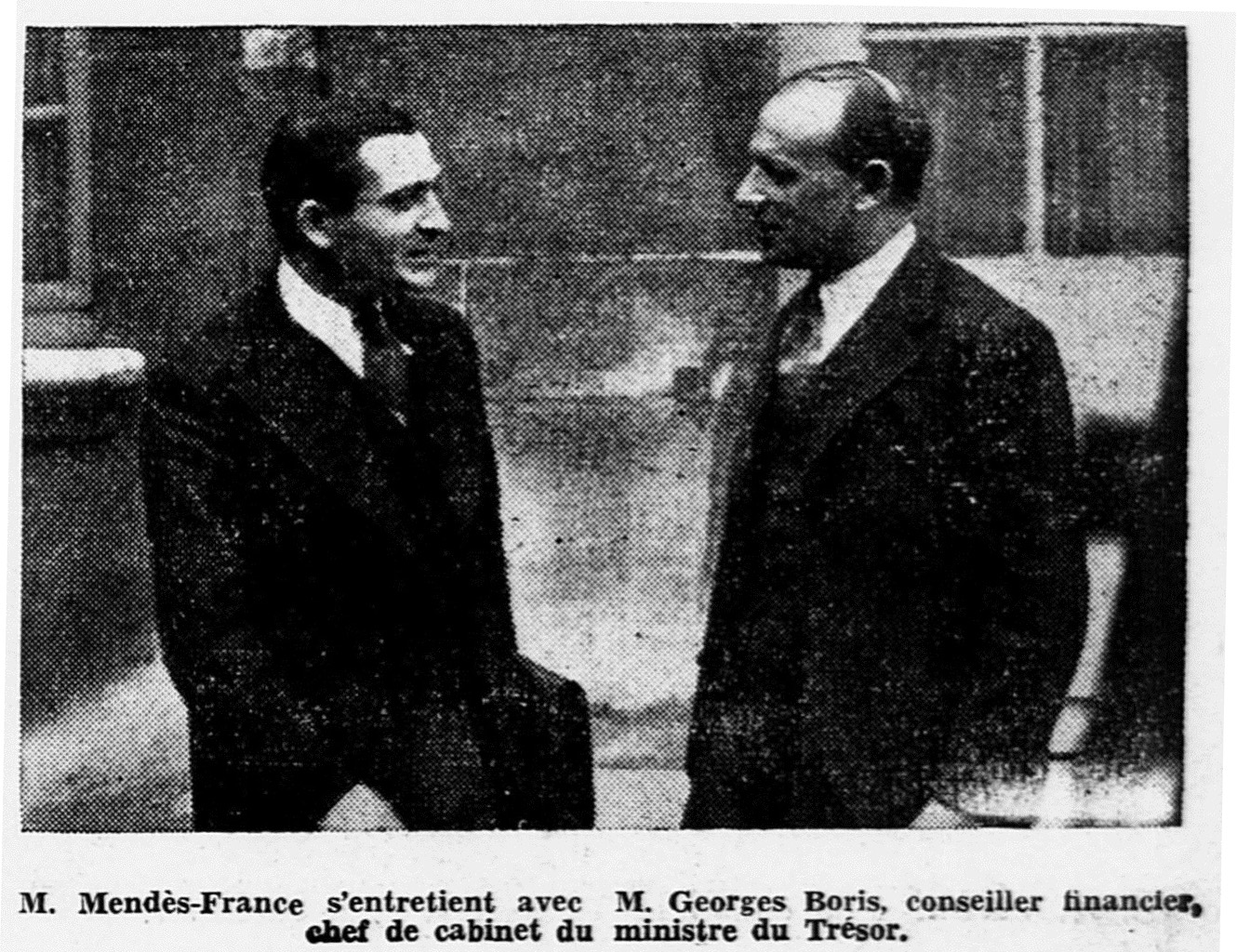
Pierre Mendès France et Georges Boris en 1938.

Mendès France élabore ensuite avec le directeur de cabinet de Léon Blum, Georges Boris, un projet de réforme économique audacieux, axé sur le contrôle des actifs et sur le soutien à l'investissement militaire, dont l'exposé des motifs se réclame pour la première fois en France de préceptes du keynésianisme. Très contesté, « sottement qualifié de marxiste par la droite », ce projet sera rejeté par le Sénat, ce qui précipite la chute du gouvernement. S'il a chaudement soutenu les réformes de Léon Blum, Pierre Mendès France n'en a pas moins été en désaccord avec le premier gouvernement du Front populaire sur deux points : celui de la politique monétariste qui donne la priorité à la défense du franc et refuse la dévaluation, et celui de la République espagnole à laquelle Blum n'accorde aucun soutien.

### Pendant la Seconde Guerre mondiale

#### Dans la Résistance
Député à la déclaration de la guerre, il est mobilisé comme officier au Moyen-Orient où il passe un brevet d'observateur aérien.
Au moment de la déroute qui a obligé le gouvernement à se réfugier à Bordeaux, il est de ceux qui veulent poursuivre la guerre à partir de l'Afrique du Nord, et il embarque à bord du Massilia avec un certain nombre de députés et d'hommes politiques. Il est arrêté le 31 août 1940 au Maroc sur l'ordre du résident général Charles Noguès et accusé, avec trois autres officiers, de désertion, alors que, paradoxalement, il est de ceux qui veulent se battre. Rapatrié à Marseille en même temps que Jean Zay, il est jugé le 9 mai 1941 par le tribunal militaire de Clermont-Ferrand et condamné à six ans de prison et à la destitution pendant dix ans.
Incarcéré par le régime de Vichy, puis transféré à l'hôpital militaire pour insuffisance hépatique, il s'en échappe le 21 juin 1941 après avoir écrit une lettre au maréchal Pétain (« Je sais invinciblement n'avoir commis aucune faute »). Il se cache pendant plusieurs mois de cavale, notamment dans la région de Grenoble, puis de Chambéry. En septembre 1941, à l'exposition antijuive organisée au palais Berlitz à Paris où sont exposés des mannequins représentant des juifs néfastes pour leur pays, c'est lui qui est choisi pour représenter la France plutôt que Léon Blum ou Mandel. En janvier 1942, il passe clandestinement en Suisse et de là, en février, se joint, sous la fausse identité d'un réfugié polonais, à un groupe de migrants à destination de La Havane départ de Lisbonne, après un transit par la France et l'Espagne. Arrivé le 28 février à Lisbonne, il prend contact avec le délégué de la France libre et les services spéciaux anglais qui organisent le lendemain son transport de nuit à Londres par hydravion. Le jeune député de 35 ans, reçu par de Gaulle, demande à retourner au combat.
Il rejoint les Forces aériennes françaises libres (groupe Lorraine) et participe d'octobre 1942 à novembre 1943 à une douzaine de grandes opérations de bombardement. Le 3 octobre 1943, il est promu capitaine.
En mai 1943, de Gaulle lui propose de faire partie de l'Assemblée consultative provisoire d'Alger mais Mendès France refuse, voulant continuer le combat. En novembre, il accepte le poste de commissaire aux Finances dans le Comité français de Libération nationale ; dans ses Mémoires de guerre, de Gaulle écrira « Pierre Mendès France, esprit clair et volonté forte, résout les problèmes apparemment insolubles qui écrasent nos finances d'Alger ». Il représente la France à la conférence de Bretton Woods, avant de devenir ministre de l'Économie nationale du gouvernement provisoire de la République française, à partir du 4 septembre 1944. En désaccord avec René Pleven successeur d'Aimé Lepercq, puis ministre des Finances, sur l'orientation à donner à la politique économique, qu'il désire énergique, Mendès France démissionne le 6 avril 1945, faute d'avoir pu obtenir le soutien du général de Gaulle pour prendre les mesures de rigueur et d'assainissement monétaires que lui semble exiger la situation économique du pays, :

« J’ai peur, Mon Général, que par un souci très compréhensif d’arbitrage, vous n’incliniez à faciliter ou tout au moins à admettre les compromis. Mais il est des matières où la demi-mesure est une contre-mesure : qui ne le sait mieux que vous ? J’éprouve, quant à moi, un sentiment de tristesse et d’anxiété lorsque je n’arrive pas à faire comprendre que les moyens de l’assainissement indispensable au salut du pays ne sont pas ceux qu’on peut diluer et dont on peut à la fois et prendre et laisser. (extrait de la lettre de démission adressée au général de Gaulle) »

Le litige portait tout particulièrement sur l'échange des billets de banque afin de corriger certains abus que le marché noir et l'économie souterraine avaient favorisés durant l'occupation,,. De Gaulle fera son éloge dans ses Mémoires de guerre : « Pierre Mendès France quitte le gouvernement, sur sa demande, au mois d'avril. Il le fait avec dignité. Aussi gardé-je mon estime à ce collaborateur d'une exceptionnelle valeur ».

#### Les missions américaines: FMI, BIRD, ECOSOC
De Gaulle lui propose alors de représenter la France en Amérique (où sont sa femme et ses enfants) dans les organisations monétaires et aux Nations unies.
En 1944, il avait participé à Bretton Woods aux travaux fondateurs de deux institutions : la Banque internationale pour la reconstruction, et le Fonds monétaire international. À Bretton-Woods, il se lie d'amitié avec John Maynard Keynes qui représente le Royaume-Uni. Mendès admire la Théorie générale de Keynes, et il se range à ses côtés pour obtenir dans le système monétaire international défini par les Américains une place qui ne soit pas trop défavorable aux pays endettés par la guerre. Mais rien ne peut fléchir le géant américain. Bretton-Woods se solde par une « défaite stratégique » ainsi que la nomme Keynes. Ni Keynes, ni Mendès, ne peuvent empêcher la mise en place du monopole américain. Mais d'autres délégations, notamment latino-américaines, élèvent la voix, et parlent, elles, non seulement de « reconstruction », objectif premier de la banque mondiale, mais aussi de « développement », ce qui aboutit à la création de la Banque internationale pour la reconstruction et le développement (BIRD) dont Mendès est élu membre du « Comité des directeurs exécutifs ». Il est aussi nommé membre du conseil d'administration du FMI, où il reste jusqu'en 1947, date à laquelle il donne sa démission. En 1947, il devient délégué de la France au Conseil économique et social des Nations unies (ECOSOC), poste dont il démissionne en 1951.

### L'après-guerre

#### L'opposant à la guerre d'Indochine

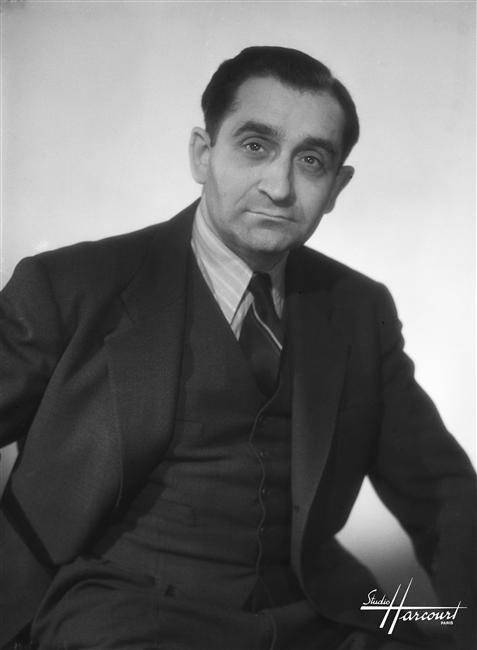
Pierre Mendès France en 1948 (photographie Studio Harcourt).

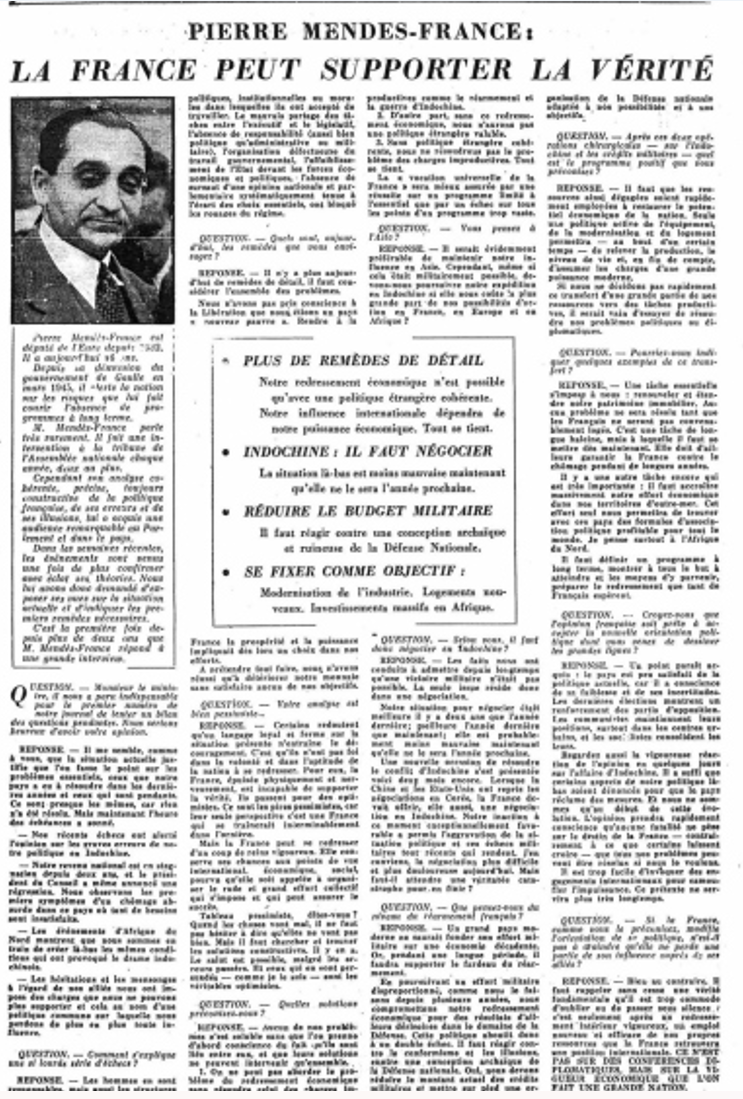
Premier numéro de L'Express le 16 mai 1953 avec une interview de Pierre Mendès France.

Au retour de ses missions américaines, Mendès France retrouve son mandat de député de l’Eure à l’Assemblée nationale (il est aussi président du conseil général de l'Eure et à partir de 1953 maire de Louviers). Élu président de la commission des Finances, il refuse tout poste ministériel à l’économie ou aux finances, exigeant pour accepter des pleins pouvoirs qu’on lui refuse. Il s’isole ainsi, y compris au sein de son propre parti les radicaux, mais sa rigueur intellectuelle et son refus des compromissions lui valent une certaine audience dans le milieu politique.
Le 19 octobre 1950, après le revers militaire dans la province de Cao Bằng à la bataille de la RC 4, et à l’occasion du débat budgétaire, il prononce son premier réquisitoire contre la guerre d’Indochine qu'il juge sans issue :

« C'est la conception globale de notre action en Indochine qui est fausse car elle repose à la fois sur un effort militaire qui est insuffisant pour assurer une solution de force, et sur une politique qui est impuissante à nous assurer l'adhésion des populations. Cela ne peut continuer ainsi. […] En vérité, il faut choisir entre deux solutions également difficiles mais qui sont les seules vraiment qu'on puisse défendre à cette tribune sans mentir… La première consiste à réaliser nos objectifs en Indochine par le moyen de la force militaire. Si nous la choisissons, évitons enfin les illusions et les mensonges pieux. Il nous faut pour obtenir rapidement des succès militaires décisifs, trois fois plus d'effectifs et trois fois plus de crédits ; et il nous les faut très vite… L'autre solution consiste à rechercher un accord politique, un accord évidemment avec ceux qui nous combattent. Sans doute, ne sera-ce pas facile… Un accord, cela signifie des concessions, de larges concessions, sans aucun doute plus importantes que celles qui auraient été suffisantes naguère. Et l'écart qui séparera les pertes maintenant inéluctables et celles qui auraient suffi voici trois ou quatre ans mesurera le prix que nous payerons pour nos erreurs impardonnables… »

— Journal officiel, 1950,.
Le 22 novembre 1950, lors d’un débat sur l’Indochine, il énumère les conditions d’un règlement possible : reconnaissance de l’indépendance du Vietnam, élections libres, évacuation des troupes, accords de coopération économique et culturelle. Le 30 décembre 1951, il prononce un discours contre la guerre qui marque l'Assemblée. « J’appellerai Mendès France, qui a été applaudi unanimement », note le président de la République Vincent Auriol dans son Journal ; « qu’il défende ses idées (…) Il se trouve à la conjonction des deux majorités ». Mais c’est Edgar Faure que Vincent Auriol appelle en janvier 1952 à la chute du gouvernement René Pleven, puis Antoine Pinay en mars 1952 et René Mayer en janvier 1953.
L’audience de Mendès-France, limitée au milieu politique, s’élargit à partir de mai 1953, avec la création de l’hebdomadaire L'Express, animé par Jean-Jacques Servan-Schreiber et Françoise Giroud, qui s’adresse aux classes moyennes - en particulier à une clientèle de jeunes cadres - et va faire de lui, transformé en PMF, le leader d’un mouvement d’opinion, le « mendésisme ».
En mai 1953, à la chute du gouvernement René Mayer qui a duré dix-neuf semaines, le président Vincent Auriol pressent un socialiste Guy Mollet, puis un gaulliste, André Diethelm qui refusent l’un et l’autre. Il s’adresse alors, à droite, à Paul Reynaud qui exige que l’Assemblée vote une réforme de la Constitution et de ce fait n’obtient pas l’investiture, puis à gauche à Mendès-France, « homme nouveau » qui a refusé d’être ministre depuis sa démission du gouvernement de Gaulle.
Le 3 juin 1953, Mendès-France présente son programme devant l’Assemblée en se réclamant de trois hommes : Raymond Poincaré, Léon Blum et Charles de Gaulle. Le Monde du 4 juin 1953 écrit : « Certaines des paroles qu'il a prononcées, qui étaient les plus fortes en même temps que les plus courageuses, ont remué l'hémicycle tout entier, ou du moins la fraction de l'hémicycle qui va des bancs du R.P.F. à ceux de la S.F.I.O. ». Il ne rate l’investiture que de 13 voix, 202 s’abstiennent. Seuls 119 députés dont les 100 communistes ont voté contre lui. Joseph Laniel obtient l’investiture le 26 juin. « Échec triomphal de Mendès France et avènement modeste de Joseph Laniel », écrit Edgar Faure dans ses Mémoires ajoutant « ce que ce discours avait de plus profond, c’était son ton ». Vincent Auriol le félicite : « C’est grâce à moi que vous avez percé ».

#### Le gouvernement Mendès France (18 juin 1954 – 6 février 1955)

##### L’investiture
Un an plus tard, le 12 juin 1954, un mois après la chute de Diên Biên Phu, au cours d’un débat sur l’Indochine, le gouvernement Laniel n’obtient pas la majorité et démissionne. Le nouveau président de la République René Coty appelle Mendès France.
Ses chances semblent faibles car il est isolé à l’Assemblée nationale. Au sein de son propre parti, les radicaux, on s’ingénie à lui barrer la route du pouvoir. Lui sont hostiles : les républicains populaires (85 députés), la droite traditionnelle qui le considère comme un fourrier du communisme, les communistes (103 députés) par hostilité au réformisme. Les socialistes (104 députés) avec Guy Mollet sont réservés et lui reprochent d’avoir une attitude trop personnelle et de ne pas les avoir consultés. Les gaullistes (118 députés) sont plutôt favorables.
Mais l’opinion publique a évolué. Alors qu’en 1947, 15 % seulement des Français souhaitaient une négociation avec le Việt Minh, en février 1954 avant le choc de Diên Biên Phu, ils sont 42 % pour une négociation et 18 % pour l’abandon pur et simple du Viêt-nam.
Le débat d’investiture à l’Assemblée, le 17 juin 1954, est marqué par deux moments forts qui impressionnent les députés :
- Mendès France, habilement, ne demande pas les pleins pouvoirs pour une durée illimitée mais fait un pari : « Le gouvernement que je constituerai se fixera - et fixera à nos adversaires un délai de quatre semaines pour parvenir à un règlement pacifique du conflit. Nous sommes aujourd’hui le 17 juin. Je me présenterai devant vous avant le 20 juillet. Si aucune solution satisfaisante n’a pu aboutir à cette date, mon gouvernement remettra sa démission ».

(Mendès France avait rencontré le général Paul Ély, chef d’état-major général, qui lui avait expliqué que le corps expéditionnaire n’avait pas les moyens de tenir plus de vingt jours sans l’envoi du contingent.)
- Quand les communistes annoncent leur soutien, Mendès France, qui considère que ce cadeau empoisonné est destiné à rendre son investiture impossible, annonce que, si la majorité nécessaire de 314 voix est obtenue grâce aux voix communistes, il ne se considérera pas comme investi.

Dans la nuit, il obtient l’investiture à une écrasante majorité, jamais atteinte depuis que la IVe République existe : 419 pour, 47 contre, 143 abstentions.
Pour former son gouvernement, il choisit ses ministres sans négocier directement comme c'est alors l'usage avec l'état-major des partis politiques. En dehors d'Edgar Faure, ministre des Finances et numéro deux du gouvernement, il comporte peu de poids lourds de la vie parlementaire sous la IVe République. C'est une équipe relativement jeune, resserrée et technicienne. On y trouve des CNIP, des MRP, des radicaux, trois gaullistes dont Jacques Chaban-Delmas. François Mitterrand est ministre de l'Intérieur.
Comme Roosevelt, dont le New Deal l’a profondément marqué, il décide de parler aux Français à la radio le samedi soir, à la veille du dimanche (alors seul jour de repos hebdomadaire) « en toute simplicité, pour vous tenir au courant de ce que fait et de ce que pense le gouvernement, qui est votre gouvernement ».

##### La conférence de Genève

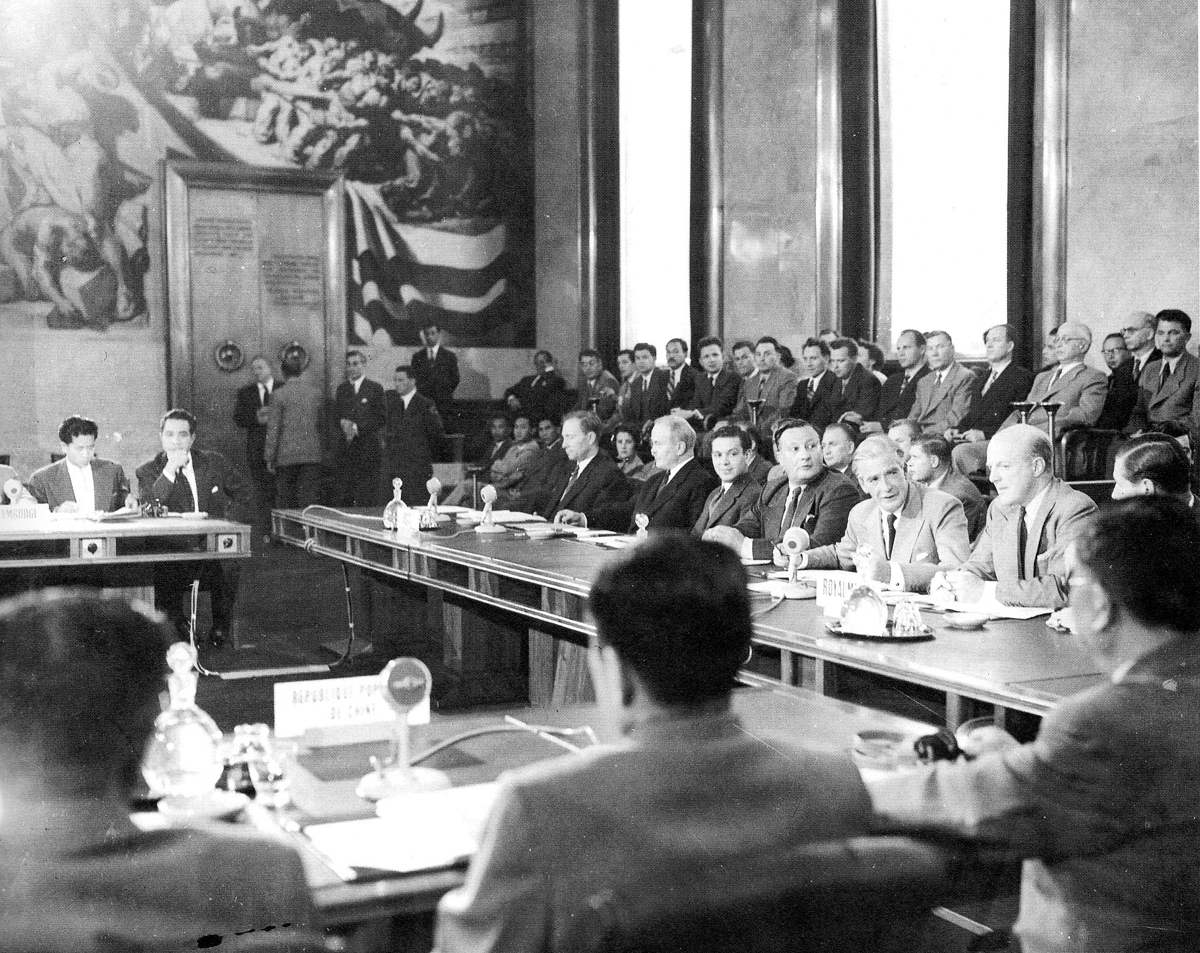
Dernière séance de la conférence sur l'Indochine au palais des Nations de Genève, le 21 juillet 1954. De dos, au premier plan, la délégation du Việt Minh.

La conférence a été décidée en février 1954 par les « quatre Grands » (États-Unis, Grande-Bretagne, France, Union soviétique) à la conférence de Berlin pour discuter d'un règlement pacifique en Corée et en Indochine. Elle s’ouvre le 26 avril pendant la bataille de Diên Biên Phu. Y participent la Chine et les états concernés dont la République démocratique du Vietnam (nom du gouvernement Việt Minh) et l’État du Vietnam, dont la France a reconnu l’indépendance le 28 avril 1954, représenté par Ngô Đình Diệm, catholique et nationaliste intransigeant, proaméricain.
Lorsque Mendès France arrive au pouvoir, la négociation sur la Corée a déjà abouti à un échec le 15 juin et celle sur l’Indochine est dans l’impasse, le gouvernement Laniel, partagé sur la stratégie à suivre (alliance militaire avec les États-Unis, marchandage avec la Chine pour qu’elle arrête son soutien au Việt Minh), tergiversant et hésitant à prendre une décision.
Après la chute de Ðiện Biên Phủ, le Viêt-minh, éprouvé mais en position de force, cherche un accord. Il réclame un partage du pays à la manière coréenne sur le 13e parallèle (ce que refuse Ngô Dinh Diêm et longtemps les militaires français) et l’organisation très rapide dans la totalité du pays d’élections qu’il pense gagner. La Russie et la Chine, dont les intérêts réels sont ailleurs, ne souhaitent pas que la conférence se termine par un échec. Les États-Unis sont partagés entre une intervention militaire et un accord avec les communistes.
L’urgence pour Mendès France est de faire la paix : le corps expéditionnaire a perdu plus de 12 000 hommes en mai et 3474 en juin. Dès le 22 juin, il est à Genève où il rencontre les dirigeants des délégations : Viatcheslav Molotov, Zhou Enlai, Phạm Văn Đồng. John Foster Dulles, le responsable de la diplomatie américaine, inventeur du « containment » (endiguement des communistes à l’intérieur des frontières déjà existantes), qui ne croit pas au succès de la conférence, soupçonne Mendès France de « neutralisme ». Il change d’avis après l’avoir rencontré. « This guy is terrific » (Ce type est sensationnel) s’exclame-t-il à la sortie de la conférence, ce qu’il confirme dans une lettre à son retour à Washington, en exprimant son « sentiment de respect et d’admiration pour la position sans équivoque que vous avez prise sur les questions vitales qui se posent à nous.
La position de Mendès France est en effet claire : il veut faire la paix, mais s’il ne peut la faire, il fera la guerre. Il propose une ligne de partage sur le 18e parallèle au lieu du 13e, plus facile à défendre, et qu’aucune date ne soit fixée pour les élections. Le 7 juillet, il annonce à l’Assemblée nationale qu’il pourrait lui demander « l’autorisation d’envoyer temporairement le contingent en Indochine » si les négociations échouaient.
La situation est bloquée mais les rencontres continuent. Le 20 juillet dans l’après-midi, Molotov propose un compromis : 17e parallèle, des élections dans deux ans. Le 21 juillet l’accord est conclu sur une ligne située à peu près sur le 17e parallèle. Les populations civiles peuvent opter pour la zone de leur choix. Des élections générales doivent avoir lieu en juillet 1956 sous contrôle d’une commission internationale. Il n’y a pas de signature générale. Seuls les Français et le Viêt-minh signent les clauses militaires de l’armistice. Le jour même, Mendès-France annonce à la radio que malgré des clauses cruelles, « La raison et la paix, l'ont emporté ». Les sondages d'opinion lui sont favorables, y compris chez les partisans de l'opposition.
L’Assemblée nationale ratifie l’accord le 22 juillet par 462 voix pour, 13 contre et 134 abstentions. « Le contenu des accords est parfois cruel parce qu’il consacre des faits qui sont cruels », déclare Mendès France au cours du débat. À l’exception des clauses militaires de cessez-le-feu, les Accords de Genève n’ont jamais été appliqués. Les élections n’ont jamais eu lieu. Le 8 décembre 1954 commence le retrait de l’armée française et les Américains prennent vite le relais.

##### L'armée européenne
La Communauté européenne de défense (CED) ou armée européenne divise profondément la France lorsque Mendès France arrive au pouvoir.
Proposée par René Pleven sur proposition de Jean Monnet, rejetée par la Grande-Bretagne mais acceptée par l ‘Allemagne fédérale, l’Italie, la Belgique, les Pays-Bas et le Luxembourg, appuyée par les États-Unis, elle est vue par ses défenseurs comme un moyen de défendre l’Europe face à la menace soviétique. Elle prévoit, pour une quarantaine de divisions d’environ 13000 hommes, la supranationalité du commandement, un budget commun et l’intégration au niveau d’un corps d’armée, de divisions de nationalités différentes.
L’Assemblée nationale en a approuvé le principe en février 1952 par 327 voix contre 287 sous condition de la participation de la Grande-Bretagne et de la subordination de l’armée à un pouvoir politique supranational. Le gouvernement a signé le traité le 27 mai 1952 à Paris, mais depuis aucun gouvernement n'a osé le faire ratifier par l'Assemblée, contrairement aux autres partenaires de la France : gaullistes et communistes sont furieusement contre, le MRP pour, les radicaux, les socialistes, dont le secrétaire général Guy Mollet est un européen convaincu, pour mais avec des contestataires. L’opinion est très divisée : en juillet 1954, 36 % des Français sont pour, 31 contre et 33 ne se prononcent pas.
Les cinq autres pays signataires qui s'impatientent ont demandé une réunion à Bruxelles le 19 août 1954 « pour tirer au clair l’attitude française à l’égard de la CED. »
Mendés France soumet au Conseil des ministres du 13 août les modifications qu'il compte demander pour désarmer les critiques : suspendre toute réglementation supranationale pendant huit ans, chaque état disposant d’un droit de veto pendant cette période et ne pratiquer l’intégration des unités qu’en Allemagne, Belgique et Pays-Bas pour éviter la présence de soldats allemands en France. La délibération est dramatique et dure plus de cinq heures. Trois ministres gaullistes démissionnent dont le ministre de la Défense nationale, le héros de Bir Hakeim, le général Pierre Kœnig. « Le président fondit en larmes brusquement », écrit Robert Buron, « non d’émotion mais de fatigue. Je ne suis pas ému », répétait-il, « mais je suis épuisé, je n’en peux plus, c’est inhumain », et plus bas, « J’ai honte, j’ai honte ».
La conférence de Bruxelles tourne au dialogue de sourds et se sépare sur un constat d’échec. Mendès France s’explique dans sa causerie hebdomadaire à la radio:
« Je n’ai pu accepter des propositions qui risquaient de heurter la conscience de beaucoup de Français et d’être désavouées par leurs députés. Si malgré cela, j’avais cédé, j’aurais pris des engagements au nom de la France tout en sachant qu’ils ne seraient pas tenus. C’est la pire des politiques… ».
Il annonce qu’il ne prendra pas parti dans le débat parlementaire et ne posera pas la question de confiance. Le 29 août, s’ouvre le débat si longtemps retardé par les gouvernements précédents. L’Assemblée rejette l’armée européenne par 319 voix contre 263. Communistes et gaullistes ont voté unanimement contre, républicains populaires unanimement pour, les autres se sont divisés. La moitié de la salle chante La Marseillaise. On entend « À bas la Wehrmacht » et L'Internationale.
Le rejet de la CED déclenche une série d’attaques contre lui. Les ministres radicaux-socialistes démissionnent du gouvernement. Le mouvement démocrate chrétien (MRP) exclut ses rares parlementaires hostiles à la CED et rentre dans l’opposition, le privant de la base parlementaire indispensable à sa survie. Les socialistes lui reprochent d’établir par la radio un contact direct avec le peuple et de pratiquer le pouvoir personnel. Hors des frontières, les critiques sont sévères en Europe et aux États-Unis. On le soupçonne de préparer le renversement des alliances et le rapprochement avec l’Est. « Je regrette d’avoir à dire que M. Mendès France voulait détruire la CED », dit le chancelier Konrad Adenauer au journal Times.
Mendès France veut éviter que le rejet de la CED n’isole la France. À l'initiative d’Anthony Eden une Conférence des Neuf Puissances s’ouvre à Londres le 28 septembre avec les six pays signataires du traité instituant l’armée européenne, plus la Grande-Bretagne, les États-Unis et le Canada. La négociation, très dure, aboutit le 3 octobre au renforcement de l'Organisation du traité de l'Atlantique nord (OTAN) et à l’adhésion prévue de la République fédérale d’Allemagne à l’OTAN ainsi qu'à la création d’une Agence de contrôle des armements demandée par Mendès France. La signature des traités définitifs est prévue à Paris le 23 octobre. Mendès France fait approuver les accords de Londres par l’Assemblée nationale le 12 octobre par 330 voix contre 113 et 152 abstentions mais avec une condition, le règlement du problème de la Sarre, comprise dans la zone d’occupation française en Allemagne et séparée de fait de l’Allemagne (La France demande l’autonomie, l’Allemagne le retour à la RFA).
Anthony Eden suggère un compromis auquel Mendès France et Adenauer ne souscrivent que dans la nuit qui précède la réunion de Paris : un référendum sur le statut de la Sarre, dont on se doute qu’il aboutira au rattachement à la RFA. Le 23 octobre 1954, les Neuf signent les accords de Paris : fin du régime d’occupation en Allemagne qui aura sa propre armée intégrée dans le dispositif du Pacte atlantique.

##### L'Afrique du nord
A l’été 1954, alors que la priorité du nouveau président du Conseil est la paix en Indochine et qu’il doit faire face à la crise de la CED, des troubles éclatent dans toute l'Afrique du Nord. Mendès France, en prenant contact avec les nationalistes jusque-là exclus de la société politique française, va accorder à la Tunisie une autonomie interne qu’il voudrait exemplaire et qui servirait ensuite de modèle pour le Maroc. La brièveté de son gouvernement ne lui permettra pas de s’occuper du royaume chérifien, ni du problème plus difficile de l’Algérie.

###### La Tunisie
La Tunisie – 3 millions de Tunisiens, 144000 Français, pour la plupart des agents de l’administration (peu de colons), et 85000 Italiens en 1954 — est sous l’autorité d’un bey qui règne comme régent. Depuis 1881, la France exerce un protectorat. En 1950, elle a reconnu le droit de la Tunisie à l ‘autonomie interne : au gouvernement tunisien la responsabilité des affaires intérieures, à la France les relations internationales et la défense. En réalité, sous l’influence de groupes de pression, ces promesses ne se sont jamais traduites dans les actes et le pays est « en état d’insurrection larvée » selon le résident général Pierre Voizard ; des fellaghas (littéralement « coupeurs de routes ») ouvrent le feu sur des Français entraînant des représailles d’européens organisés en groupes d’autodéfense.

Dans sa déclaration d’investiture du 17 juin 1954, Mendès France a exposé sa politique tunisienne et marocaine :

« Le Maroc et la Tunisie auxquels la France a ouvert les voies du progrès économique, social et politique ne doivent pas devenir des foyers d'insécurité et d'agitation […] J'ajoute avec la même netteté que je ne tolérerai pas non plus d’hésitations ou réticences dans la réalisation des promesses que nous avons faites à des populations qui ont eu foi en nous. Nous leur avons promis de les mettre en état de gérer elles-mêmes leurs propres affaires. Nous tiendrons cette promesse et nous sommes prêts, dans cette perspective à reprendre des dialogues malheureusement interrompus. »

Il a l’ambition de faire de la Tunisie un modèle de décolonisation progressive dans la paix et l’amitié, comme l’a fait la Grande-Bretagne pour l'Inde, en commençant par l’autonomie interne. Dans son esprit, ce modèle pourrait permettre ensuite de résoudre le problème marocain.

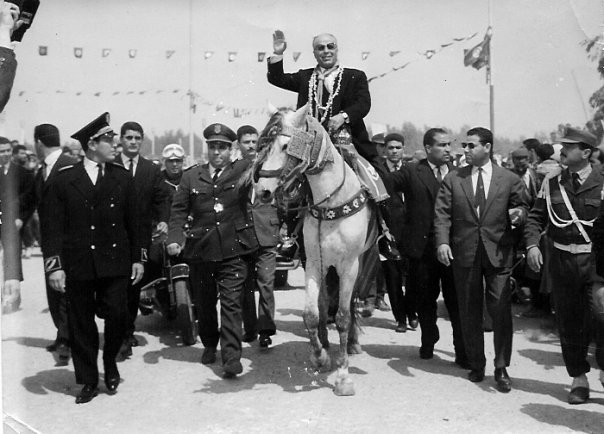
Retour triomphal de Bourguiba, à cheval dans les rues de Tunis le 1 juin 1955.

Il prend contact avec la seule force politique organisée, le Néo-Destour, interdit, qui milite pour l’indépendance et avec son chef Habib Bourguiba, qui a toujours condamné la violence, et qui est en prison à l’ile de Groix depuis 1952. Bourguiba est conduit au château de La Ferté à Amilly (110 kilomètres de Paris) pour préparer les futures négociations, avant d’être début 1955 autorisé à résider à Paris, en liberté. Il remplace le résident général Voizard qui refuse le moindre dialogue avec Bourguiba par le général Boyer de Latour, commandant supérieur en Tunisie, spécialiste du Maroc, dont la nomination rassure les Français. Puis il se rend, accompagné dans le même souci par le maréchal Juin, le 31 juillet, au palais de Carthage où réside le bey. Il y confirme solennellement l’autonomie interne de la Tunisie (discours de Carthage) et met en place un gouvernement dirigé par un modéré qui a la confiance des nationalistes, Tahar Ben Ammar.
Le 10 août, il fait approuver sa politique tunisienne par l’Assemblée nationale (397 voix contre 114) et le 4 septembre, autorise le Néo-Destour. Les négociations sur les modalités de l’autonomie interne commencent. Elles vont durer plusieurs mois achoppant sur plusieurs points, dont le maintien de l’ordre, tournant souvent au dialogue de sourds, et dénoncées par le rival de Bourguiba au Néo-Destour, Salah Ben Youssef qui réside au Caire.
Le 22 novembre, 2 515 fellaghas rendent leurs armes aux autorités françaises ou tunisiennes. La politique de Mendès France est à nouveau approuvée par l’Assemblée nationale le 10 décembre mais à une majorité réduite à cause de la crise de l’armée européenne. On parvient en janvier 1955 à un accord sur l’autonomie interne, même si certains points ne sont pas encore réglés à la chute de son gouvernement (participation des Français à la vie municipale, statut des territoires du Sud) et n’aboutiront qu’en juin 1955. Bourguiba arrivera triomphalement à Tunis le 1er juin 1955.
Pour les Tunisiens, Mendès France reste le Français qui a reconnu leur droit. Il a une place et une rue à Tunis.

###### L’Algérie

Ferhat Abbas est reçu par Mendès France à l’automne 1954.

L’Algérie est en 1954 composée de trois départements qui relèvent du ministère de l’Intérieur (à cette date François Mitterrand) au même titre que ceux de la métropole. En 1947, l’Assemblée nationale a voté un statut prévoyant un double collège et accordant au million de Français d’Algérie les mêmes droits qu’aux huit millions de musulmans, mais les élections ont été vite « contrôlées » par l’administration française. Ferhat Abbas, le leader nationaliste, a quitté l’Assemblée algérienne en 1949.
Le 1er novembre, une trentaine d’ attentats ont lieu dans toute l’Algérie, mais personne en France n’imagine le début d’une guerre. La création du FLN passe totalement inaperçue. Mendès France qui fait face presque en même temps aux affaires d’Indochine, de Tunisie et de la CED laisse Mitterrand s’occuper de l’Algérie, le problème tunisien lui semblant plus urgent. Pour les deux, il s’agit de d’abord de rétablir l’ordre, envoi de 15 compagnies de CRS et de 9 bataillons de parachutistes.
« L’Algérie, c’est la France », dit Mitterrand et Mendès France à l’Assemblée nationale :

« On ne transige pas lorsqu’il s’agit de défendre la paix intérieure de la nation, l’unité, l’intégrité de la République. Les départements d’Algérie constituent une partie de la République française. Ils sont français depuis longtemps et d’une manière irrévocable (…) Je ne crois pas que ce soit par la force qu’on résout les problèmes, mais je crois que la présence de la force dans les périodes difficiles est de nature à maintenir l’ordre. »

Ils reçoivent cependant une délégation dirigée par Ferhat Abbas, qui réclame un État algérien associé à la France : « Si l’on ne fait pas cet État franco-algérien, dit le leader nationaliste, l’Algérie et la France se sépareront et cela sera dramatique pour tous. C’est à nous, Algériens, de montrer l’exemple aux Tunisiens et aux Marocains, et non inversement, puisque la France nous a reconnus comme les siens, ce qu’elle n’a pas fait pour les Tunisiens et les Marocains ». « C’est prématuré », aurait dit Mitterrand ; « On ne peut pas pour le moment, on verra plus tard », aurait répondu Mendès France.
Le ministre de l’Intérieur annonce un certain nombre de réformes dans les domaines politique et administratif dans le sens de l’application du statut de 1947, dans les domaines économique et social, ainsi que la fusion des polices d’Algérie et de celle de la métropole et le départ du gouverneur général Roger Léonard remplacé par le gaulliste Jacques Soustelle connu pour ses positions libérales en matière coloniale. Ces réformes inquiètent les élus d’Algérie et font l’unanimité de la communauté européenne contre Mendès France. Un débat sur l’Algérie, qui va faire chuter le gouvernement, est fixé au 2 février 1955.

###### Le Maroc
Le Maroc - 300000 Français, pour 7,7 millions de nationaux, essentiellement musulmans, en 1954 - est un royaume depuis le VIIIe siècle, protectorat de la France depuis 1912. En août 1953, la France a déposé le sultan Mohammed Ben Youssef, porte-drapeau des nationalistes du Parti de l'Istiqlal, pour avoir réclamé une révision des relations franco-chérifiennes, l’a exilé à Madagascar et remplacé par le sultan Moulay ben Arafa. Le 20 août 1954, anniversaire de sa déposition, on assiste à une vague d’attentats au Maroc et à des émeutes à Fès et à Casablanca. En France, de nombreuses personnalités sont favorables à une évolution libérale du protectorat : le Comité France-Maghreb, crée en 1953, rassemble parlementaires, universitaires et journalistes de tous bords : Edgar Faure, François Mitterrand, François Mauriac, Pierre Brisson, etc. La situation semble sans autre issue que la restauration du sultan exilé, mais Mendès France rejette le 28 août 1954 devant l’Assemblée nationale toute éventualité d’une restauration. « Il sortait, tout fumant », écrit François Mauriac « d’un Conseil des ministres dramatique, plein de la C.E.D., tout occupé d’un autre drame, pareil à un acteur qui se serait trompé de pièce (…) Il ne dut pas avoir la sensation de ce qu’il faisait, il ne sut pas qu’à cette minute, il tuait l’espérance d’un seul coup dans des millions de cœur ».

#### Lancement du programme nucléaire militaire
Le programme nucléaire militaire français a été lancé sous la présidence de Pierre Mendès France, le 24 décembre 1954, qui comprenait :
- la réalisation de deux réacteurs nucléaires de type G2 pour produire 70 à 80 kg/an de plutonium ;
- la création du Bureau d'études générales (BEG) pour mettre sur pied et gérer les équipes scientifiques et techniques ;
- la création d'un centre d'essais pour mettre au point les dispositifs de mesure à utiliser lors des essais réels ;
- la création d'une commission sur le choix d'un centre d'essais nucléaire, qui aboutira au Centre saharien d'expérimentations militaires (CSEM), dans le Sahara français en 1957 après le rapport Charles Ailleret ;
- la création d'un réseau de détection permanent des essais ;
- l'étude de la séparation isotopique.

Ce plan aboutit au succès de Gerboise bleue, confirmant la place de la France en tant que quatrième puissance nucléaire. Certains historiens tels que Renaud Meltz considèrent à ce titre que Pierre Mendès France est l'un des pères politiques de la bombe nucléaire française, alors qu'il a toujours refusé ce titre et préféré une image pacifique.

##### La lutte contre l’alcoolisme

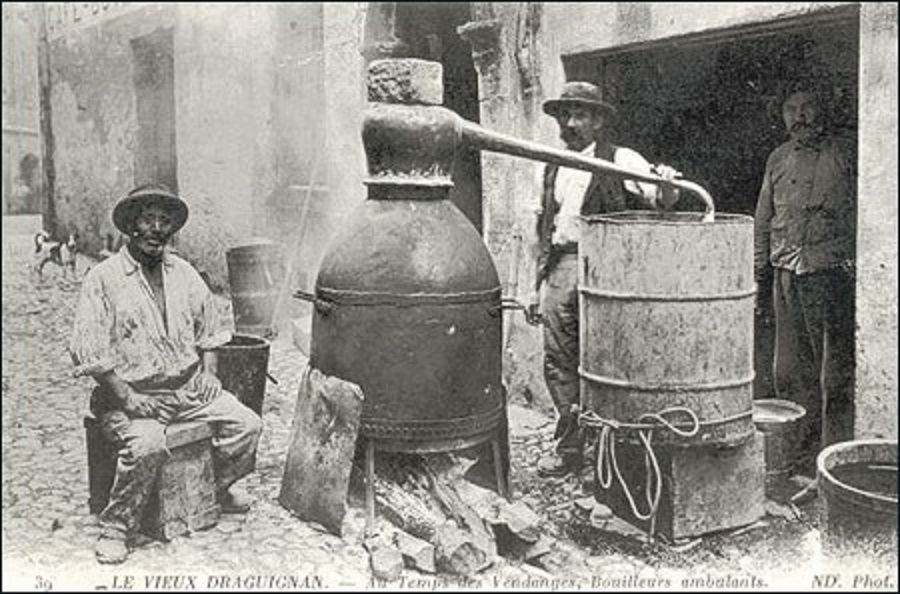
Mendès France s'attaque aux bouilleurs de cru.

En politique intérieure, une action originale de Mendès France a frappé la mémoire collective, c’est sa lutte contre l'alcoolisme et pour la distribution de lait dans les écoles et les casernes.
En 1954, la consommation d’alcool en France est l’une des plus fortes du monde (21 litres par habitant, 30,5 litres par adulte, contre 9,2 en Italie, 5,9 en Grande-Bretagne, 4,2 en Allemagne occidentale).
Mendès France s’attaque à ce « fléau » par douze célèbres décrets antialcooliques des 13 et 17 septembre, dont le principal enlève la qualité de bouilleur de cru à plus d’un million de petits récoltants. Ce privilège, datant de Louis XIII, permet à n’importe quel propriétaire d’arbres fruitiers de distiller à domicile 10 litres d’alcool pur exempts de taxe. La fraude est considérable et on estime à 600 000 hectolitres le volume produit, ramassé à bas prix dans les fermes par un vaste réseau parallèle et expédié dans les villes.
Ces mesures déclenchent une incroyable levée de boucliers du Syndicat national des bouilleurs de cru et de l’Union nationale des limonadiers débitants de boisson (la France compte alors 450000 débits de boissons), relayée à l’Assemblée nationale par plus de 250 députés appartenant à tous les groupes politiques. Le décret ne survivra d'ailleurs pas à la chute de son auteur et sera abrogé par l’Assemblée le 8 novembre 1955 par 407 voix contre 188. Il faudra attendre une autre Constitution, en 1960, pour que Michel Debré décide, par ordonnance, de l’abrogation de ce privilège.
Mendès France, qui aime les actions spectaculaires et lui-même ne boit que du lait (en visite à Washington le 20 novembre, il se fait servir du lait devant toute la presse américaine, ce qui lui vaut les reproches de Pierre Poujade : « Si vous aviez une goutte de sang gaulois dans les veines, vous n’auriez jamais osé (…) C'est une gifle que tout Français a reçu ce jour-là »), annonce, à partir de 1er janvier 1955, la distribution quotidienne gratuite de lait sucré dans les écoles publiques et privées. Un décret de 9 décembre organise la distribution d’une ration de lait dans les casernes pour résorber les excédents. Le Figaro du même jour écrit : « La troupe, avec ses 800 000 consommateurs forcés, épongera la production quotidienne de 5 000 vaches ».

##### La chute
Au début de 1955, de l’avis général, les jours du gouvernement sont comptés. Bien que la popularité de Mendès France auprès des Français reste élevée (55 % d’opinions favorables contre 62 % en août), il ne dispose plus d’une majorité à l’Assemblée. Les démocrates chrétiens et centristes (MRP), passés dans l’opposition, sont devenus hostiles et jugent les causeries hebdomadaires du chef du gouvernement à la radio antidémocratiques. Les socialistes ont refusé de participer au gouvernement. Mendès France a bien proposé des postes ministériels à six de leurs parlementaires (dont Gaston Deferre, Alain Savary, Robert Lacoste) mais sans en référer, selon l’usage de la IVe République, au secrétaire général de la SFIO avec qui il ne s’entend pas, ce qui lui a valu un refus.
Le 13 octobre 1954, le général de Gaulle, le recevant à l’hôtel La Pérouse, lui aurait dit :

« Personne ne peut agir dans ce système. De Gaulle lui-même ne pourrait rien faire. On vous a permis de liquider l’Indochine, La Tunisie, la C.E.D, mais on ne vous permettra pas de faire une politique constructive (…) Quand vous aurez débarrassé le régime de ce qui le gênait, le régime se débarrassera de vous à la première occasion. »

Le débat sur la situation en Afrique du Nord, du 2 au 5 février, est cette occasion. Le 3 février, René Mayer, l’ancien président du Conseil, député de Constantine, qui représente un courant important dans le propre parti de Mendès France, annonce qu’il ne votera pas la confiance alors qu’il l’a toujours votée car « je vous le confesse, je ne sais pas où vous allez ».
Dans la nuit du 5 au 6 février, à 4H50, la confiance est refusée au gouvernement par 319 contre et 273 pour. Tous les anciens présidents du Conseil, sauf Edgar Faure, ont voté contre. Contre la coutume, Mendès France souhaite faire une brève déclaration à la tribune, déchaînant une tempête de protestations sur tous les bancs. Personne ne l’entend mais il va jusqu’au bout pour que les sténographes l’enregistrent. Mendès France présente sa démission au président Coty, qui pressent alors successivement Antoine Pinay, Pierre Pflimlin, puis le socialiste Christian Pineau. Aucun ne trouve de majorité à l’Assemblée. Le 23 février, Edgar Faure est investi par 369 voix contre 210.
Le gouvernement Mendès France aura duré 7 mois et 17 jours, à peu près la durée moyenne d’un gouvernement sous la IV République : 17 présidents du Conseil de 1945 à 1954.

### Après Matignon

#### La fin du mendésisme

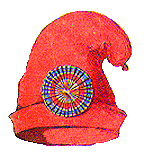
Une trouvaille de L’Express : le bonnet phrygien devient l’emblème du Front républicain pour les élections de 1956. Le journal le décerne aux vrais mendésistes et en publie la liste.

Si Mendès France veut revenir au pouvoir – 54 % des Français le souhaitent en février 1955 et 11 % le redoutent- il doit gagner les prochaines élections législatives prévues en juin 1956. Pour cela, il définit sa tactique : d’abord prendre le contrôle du parti radical (il n’a jamais envisagé de créer un nouveau parti comme de Gaulle avec le Rassemblement du peuple français), puis constituer une alliance électorale avec les socialistes.
Le parti radical est alors dirigé par Léon Martinaud-Déplat, un de ses adversaires les plus déterminés. Édouard Herriot, 83 ans, est président à vie du parti mais trop âgé pour assumer la fonction. Les mendésistes réclament un congrès extraordinaire d’abord refusé par Martinaud-Déplat, puis accepté sous la pression d’Herriot. Le Congrès extraordinaire du Parti radical de mai 1955 se tient le 4 mai salle Wagram, puis, à la suite de manigances autour de la location de la salle à la Maison de la Mutualité. C’est l’un des plus agités du parti radical, chaque camp utilisant des procédés peu respectueux de la démocratie : fausses cartes, faux congressistes, vote à main levée par les seuls présents. Mendès France réussit, avec l’aide des jeunes militants parisiens du club des Jacobins de Charles Hernu, à prendre la vice-présidence du parti qui le charge début novembre de la révision des statuts et de l’élaboration d’un programme pour les élections de juin 1956.
Mais Edgar Faure est renversé le 25 novembre par l’Assemblée nationale. Souhaitant disposer d’une majorité plus cohérente, et voulant prendre de vitesse les oppositions qui progressent et s'organisent - projet de programme entre Mendès France et Guy Mollet, mouvement de contestation des commerçants et artisans mené par Pierre Poujade, un papetier-libraire de Saint-Céré dans le Lot - il décide la dissolution de l’Assemblée, une procédure constitutionnelle mais jamais utilisée depuis la dissolution du maréchal de Mac-Mahon en 1877. Il est exclu du parti radical avec ses amis.
Mendès France doit constituer à la hâte une alliance pour les élections, le Front républicain, avec le parti socialiste de Guy Mollet, l’Union démocratique et socialiste de la Résistance (UDSR) de François Mitterrand et les gaullistes du parti républicain social (Jacques Chaban-Delmas). L'Express de Jean-Jacques Servan-Schreiber accorde aux candidats du Front républicain qu’il juge de « véritables mendésistes » le bonnet phrygien, symbole de la nécessité de retourner aux sources de la République pour la moderniser et publie régulièrement leur liste. Mais, si les élections se font sous le nom de Mendès France, le Front républicain est plus un simple accord provisoire qu’une alliance et les partis conservent leur programme propre et leur totale liberté.
Les élections du 2 janvier 1956 sont une déception pour Mendès-France. les communistes (150 sièges) et le nouveau parti de Pierre Poujade (52 sièges) sont gagnants et totalisent plus du tiers des suffrages exprimés. La majorité sortante a entre 180 et 190 députés. Les radicaux mendésistes n’ont que 54 députés, les socialistes 89, les républicains sociaux 22, l’UDSR 6.
« Le mendésisme est mort », déclare Mendès France, au soir des élections en entrant dans le bureau de Servan-Schreiber. « J’étais tenté d’accepter de prendre le gouvernement, mais je voyais bien qu’avec notre faible majorité Guy Mollet pourrait obtenir des concours que je n’avais pas. Comme en 1954, je ne voulais pas dépendre des communistes ».
Le 26 janvier, le président de la République pressent Guy Mollet qui est investi le 31 janvier 1956 par 420 voix (dont les communistes) contre 71. Mendès France refuse le ministère des Finances en désaccord avec les mesures proposées par le parti socialiste, puis un ministère chargé de l’Algérie : pour lui l’Algérie ne peut être confiée qu’au président du Conseil. Il souhaiterait le ministère des Affaires étrangères, que Guy Mollet lui refuse pour ne pas se priver de l’appui du MRP. Ils s’accordent sur un ministère d’État sans portefeuille.
En désaccord sur la politique de force menée en Algérie, il essaie d’infléchir la ligne gouvernementale en écrivant le 21 avril une lettre personnelle à Guy Mollet : « Je suis angoissé, je vous l’ai dit souvent, par la détérioration continuelle de la situation (…) le terrorisme ne disparaîtra pas par la seule action de la force (…) Une armée régulière ne peut étouffer une révolte populaire profonde ». Il énumère les mesures « conformes aux engagements du Front républicain » que le gouvernement doit prendre de toute urgence. Le président du Conseil se contente d’accuser réception, jugeant déplacé que celui qui a refusé la responsabilité de l’Algérie critique sa politique algérienne et s’indignant des attaques de l’hebdomadaire mendésiste L’Express et des éditoriaux de François Mauriac : « Qu’est-ce qu’un ministère socialiste ? Nous le savons aujourd’hui : c’est un ministère qui exécute les besognes que le pays ne soufrirait pas d’un gouvernement de droite ». Les relations entre les deux hommes deviennent mauvaises. Le 23 mai, Mendès France démissionne, jugeant que « les décisions nécessaires en Algérie, si difficiles soient-elles, ne sont pas prises ». Aucun ministre ne le suit. Le 5 juin, Guy Mollet obtient à l’Assemblée nationale un vote de confiance sur sa politique algérienne : 271 pour, 59 contre, 200 abstentions dont Mendès France et 9 radicaux.

#### Du Parti radical au Parti socialiste unifié
Sur le projet européen, Mendès France est très réservé. Il a décliné en octobre 1955, l'invitation de Jean Monnet à adhérer au Comité d'action pour les États-Unis d'Europe. Lorsque le gouvernement Guy Mollet, échaudé par l'affaire de la CED, soumet à l'Assemblée nationale en janvier 1957 le projet des traités de Rome (Euratom et CEE) pour ne signer aucun traité sans être sûr de sa ratification par les députés, Mendès France prononce un sévère réquisitoire contre le marché commun. Il craint l'instauration d'une « technocratie internationale (…) une autorité extérieure laquelle au nom de la technique exercera en réalité la puissance politique, car au nom d'une saine économie on en vient aisément à dicter une politique monétaire, budgétaire, sociale, finalement une politique, au sens le plus large du mot, nationale et internationale » et pense que la France n'est pas prête : « Nous supportons des charges que les autres n'ont pas : charges militaires, charges sociales, charges d'outre-mer (…) N'oublions pas la puissance d'expansion de l'Allemagne, ses ressources, son dynamisme (…) Nous aurons à subir une concurrence redoutable. Certaines de nos industries ne pourront pas s'adapter ».
Il vote contre avec les communistes et les poujadistes sans réussir à convaincre, le projet étant adopté à une forte majorité le 22 janvier (331 voix contre 210).
Plus tard, il vote contre les pleins pouvoirs à Charles de Gaulle. Il s'oppose aux conditions dans lesquelles ce dernier prend le pouvoir et par conséquent au projet de constitution élaboré par le gouvernement de Gaulle. Il mène vigoureusement campagne pour le non au référendum du 28 septembre 1958, qui se solde par l'adoption du projet et la rapide promulgation de la Constitution du 4 octobre 1958 de laquelle naît la Ve République.
Battu aux élections législatives de novembre 1958 dans son fief de l'Eure, ainsi qu'Édouard Depreux et Robert Verdier, il abandonne ses mandats de maire et de conseiller général pour se consacrer à la réflexion politique et à la réorganisation de la gauche. Maurice Clavel salue son départ dans un article plutôt aigre, l'accusant de « se jucher, prendre des poses à Guernesey pour que de Gaulle soit forcé d'être Bonaparte. Pour avoir raison, Cassandre (PMF) brûlerait Troie elle-même ».
En 1959, Mendès France rompt avec le Parti radical parce qu'il voit les jeunes s'en éloigner, mais aussi parce qu'il en a été « exclu », selon les termes de Jean Bothorel : « Les premières années de la Ve République sont celles de votre exclusion du Parti radical et celle de votre entrée au PSA. Quelle a été pour vous cette période de tâtonnement ? ». À cette question, Mendès France répond : « Mon désaccord avec le parti radical commença bien avant […] je me suis trouvé un peu dans le vide […] Lorsque le PSA est devenu le PSU, j'ai eu un grand espoir. j'y ai rencontré des hommes et des femmes venus du parti radical, du parti socialiste, du parti communiste et d'autre encore […] Le PSU était une belle ambition. Il dénonçait les mœurs politiques qui m'avaient beaucoup choqué, il voulait confronter loyalement et objectivement, sans démagogie, les aspirations, les idées traditionnelles de la gauche avec les réalités de ce temps. C'est pourquoi j'y suis resté longtemps. Le jour où il a renoncé et a cédé à des tendances négativistes purement révolutionnaires, je n'y étais plus à ma place. Je suis parti, non sans un certain regret »,.

« En s'opposant au pouvoir gaulliste, il découvre la terrible parcellisation de la gauche. Alors cet orphelin politique va se mettre en quête d'une famille. Ce sera d'abord une organisation en quelque sorte ponctuelle : l'Union des forces démocratiques, créée pendant l'été 1958 pour tenter de donner une assise au cartel des non, à la constitution gaullienne et à la campagne pour le candidat présidentiel opposé à de Gaulle (Albert Châtelet). Mais l'UFD n'est qu'un comité encore affaibli par le conflit permanent qui l'oppose à l'autre branche de la gauche non communiste : l'Union de la Gauche Socialiste animée par Claude Bourdet. Mendès suggère qu'on intitule ce mouvement Union travailliste. En vain. En février 1959, il fait une expérience qui contribue à l'orienter vers l'adhésion au courant socialiste. »

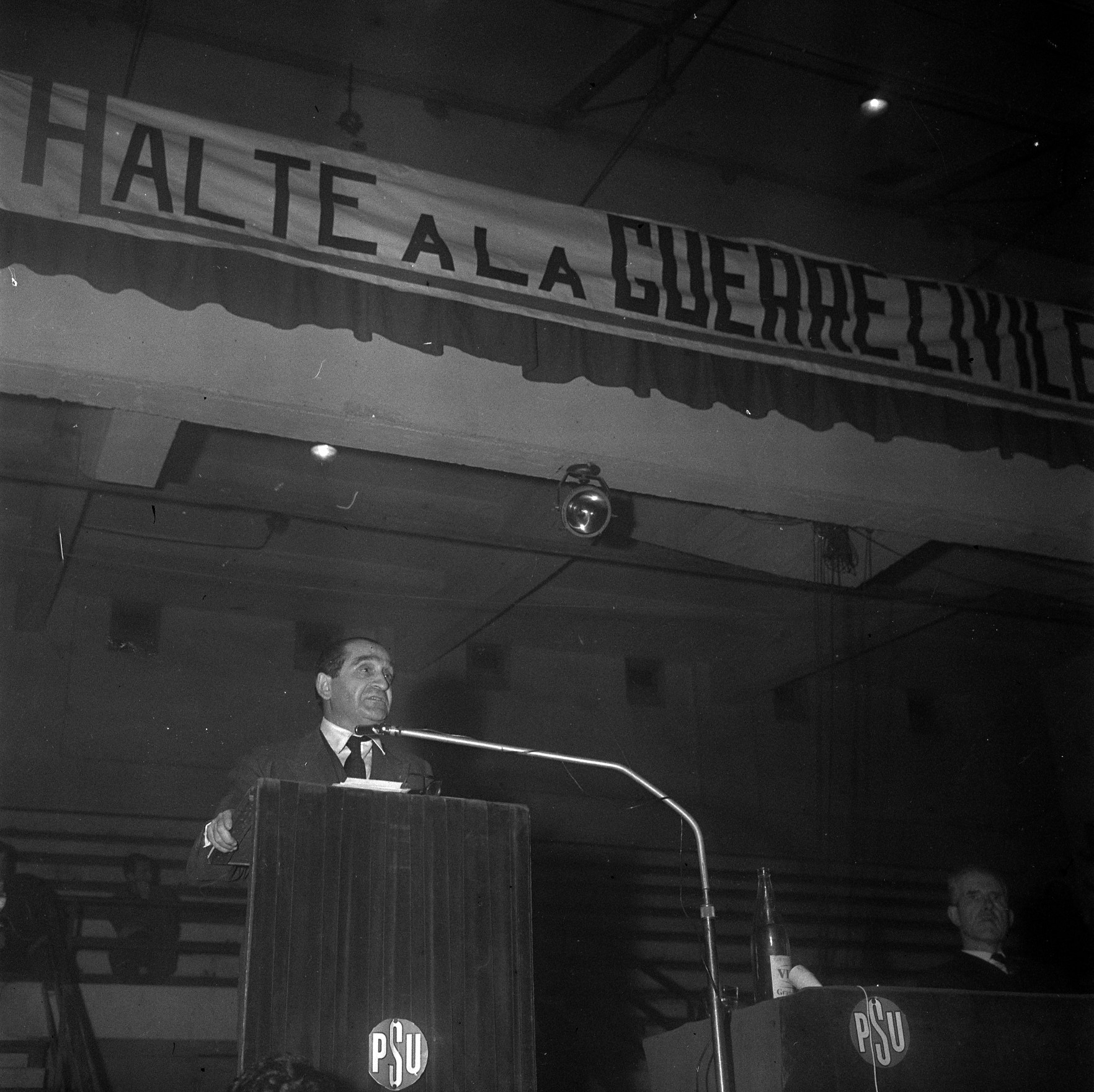
Mendès France, contre la Guerre d'Algérie lors d'un meeting du PSU à Toulouse le 20 janvier 1962.

Cette expérience est une initiative de Jean-Jacques Servan-Schreiber. En février 1959, il organise pour l'hebdomadaire l'Express un débat entre Mendès France et deux des principaux représentants socialistes européens : l'italien Pietro Nenni et le travailliste britannique Aneurin Bevan. C'est là que Mendès se sent un langage commun avec une famille politique, notamment de Bevan qui lui explique sans ménagement que l'administration américaine ne peut accepter chez elle des idéologies qu'elle combat dans les pays étrangers. Nenni lui fait remarquer que ce qui sépare PMF du socialisme, c'est son approche plus économiste.
Cependant, malgré quelques oppositions, l'adhésion de Pierre Mendès France au Parti socialiste autonome (PSA) donne une nouvelle impulsion au nouveau parti, ce que reconnaît Édouard Depreux. « Jamais, écrit-il, le PSA n'a autant recruté que dans la foulée de Mendès France. Des jeunes en particulier n'ayant jamais appartenu à aucune organisation ont rejoint, dans toute la France, les sections du PSA. Notre pénétration dans les milieux étudiants, déjà importante, s'est sensiblement accrue ».
Malgré les réticences de ses amis de l'UFD et de ceux d'une filiale spécifiquement mendésiste : le CAD (centre d'action démocratique) qui tentent de le mettre en garde contre une adhésion au PSA en soulignant la doctrine contraignante, la discipline pesante, Mendès France rejoint le Parti socialiste autonome, sans toutefois se précipiter. C'est Georges Boris qui le convainc. Il fait valoir à PMF tout ce que peut lui apporter l'adhésion à un parti tout neuf, non corrompu par les intrigues et les rivalités. C'est à lui, Georges Boris, que Mendès donne son adhésion écrite. Boris l'apporte le 22 septembre 1959 à Édouard Depreux,. Mendès France se réclame désormais d'« un socialisme […] qui devra s'inspirer de la tradition humaniste de Léon Blum et Jean Jaurès », reconnaissant également l'échec de sa politique antérieure de réforme au coup par coup, qui doit être abandonnée pour une réforme en bloc.
Ainsi PMF passe du radicalisme au socialisme. Mais quand il réclame de pouvoir entraîner avec lui ses amis du CAD, on lui répond que chacun d'eux devra subir des tests. Ce qu'ils font. Alain Gourdon surnomme ces examens des ordalies. Le PSA n'est qu'une étape puisque l'année suivante, le 3 avril 1960 avec le congrès de fusion présidé par Laurent Schwartz, le Parti socialiste unifié (PSU) est fondé avec un bureau national comprenant Édouard Depreux, Alain Savary, Robert Verdier, Gilles Martinet, Henri Longeot, Jean Poperen et Charles Hernu.
Mendès refuse tout poste de responsabilité à l'intérieur de ce parti, et il se tient à l'écart du congrès constitutif d'Issy-les-Moulineaux. Il charge alors ses fidèles : Richard Dartigues, Charles Hernu ou Harris Puisais de maintenir le contact avec les militants.

#### Indépendance de l'Algérie et rapports avec de Gaulle
Écarté du Parlement, Mendès ne reste pas pour autant silencieux, notamment à propos de l'Algérie. Bien que le général de Gaulle ait reconnu le droit des Algériens à l'« autodétermination », PMF reste sceptique sur ses intentions. Parce que le général a aussi évoqué l'indépendance de l'Algérie comme « une hypothèse aussi catastrophique que la francisation », qu'il a aussi apporté son soutien aux militaires qui luttent contre le FLN et que, dans le même temps, il déclare que l'heure de la décolonisation est venue.
À la veille des pourparlers d'Évian, Mendès trouve que les deux parties, de Gaulle et le FLN, ne s'engagent pas franchement dans un processus de paix.

« Je fais appel aux hommes responsables des deux camps ; qu'ils mettent un terme à la petite guérilla diplomatique qui fait durer la vraie guerre,. »

Mais, après l'échec du coup d'État militaire de quatre généraux à Alger (« un quarteron de généraux en retraite » selon la formule du général Gaulle), le 13 mai 1961, PMF salue l'action du général : « La guerre civile a été évitée […]. Tout le monde se réjouit que les pires dangers aient été écartés. Et la majorité des Français en attribue le mérite au chef de l'État. De Gaulle et Michel Debré ont manifesté énergiquement leur volonté de résister pendant la crise, cela doit être mis à leur actif ».
Cependant, une fois les accords signés, le 20 mars 1962, PMF s'oppose de nouveau à de Gaulle lorsqu'il propose d'amender la constitution pour une élection du président de la République au suffrage universel direct, par référendum. PMF entre alors en campagne énergiquement pour le « non », parce qu'il estime cette démarche contraire à la constitution. Il refuse même, dans les Cahiers de la République, journal mendésiste qu'il préside, la publication d'articles « présidentialistes », y compris ceux de Pierre Avril qui est pourtant un des rédacteurs en chef de la revue,.
Le triomphe du général au référendum, puis dans la foulée l'échec de PMF à son élection dans l'Eure (il est battu par le giscardien Jean de Broglie), poussent l'ex-président du Conseil à préparer les élections suivantes : celle de 1965 et pour cela, à soutenir la candidature de François Mitterrand : « Mitterrand nous a rendu à tous un immense service […]. Je vote pour lui et je demande de voter pour lui ».

#### Face à l'extrême droite et aux antisémites
Très tôt opposé dès les années 1920 à l'Action française, Pierre Mendès France continue toute sa vie à lutter contre l'extrême droite. Il a été le seul député à s'opposer à la participation française aux Jeux olympiques de Berlin en 1936. « Les jeux olympiques, que les nazis présentent déjà comme leur triomphe, vont s'ouvrir à Berlin. La France doit-elle participer à ces fêtes qui seront celles du racisme autant que du sport ? Mendès, comme les communistes, estime qu'il faut s'y refuser. Mais au moment du vote des crédits à l'Assemblée nationale, Maurice Thorez et ses amis se réfugient dans l'abstention (l'électorat ouvrier ne comprendrait pas). Seul PMF vote contre »,.
Pierre Mendès France a été toute sa vie une cible de l'antisémitisme. Le sommet en est atteint lorsqu'en 1940, Pierre Mendès France est accusé par le régime de Vichy de désertion pour s'être embarqué à bord du Massilia. Selon Éric Roussel, président de l'Institut Pierre Mendès France, cela l'a marqué pour toujours,.
Après la guerre, il continue d'être visé par les antisémites et l'extrême droite. Outre les attaques sur sa politique économique, financière et ses positions européennes critiquées vertement par le « lobby betteravier, c'est-à-dire les MRP, la droite du Parti radical et l'extrême droite », c'est aussi au juif Mendès que l'on s'en prend. « À l'époque où l'antisémitisme servait de toile de fond à une campagne basée sur le progressisme, au début de l'été 1954, Jacques Fauvet rapporte que des parlementaires (dont un de bonne foi) répandent, photocopie à l'appui, l'idée que Mendès portait un faux nom, qu'il s'appelait en réalité Cerf, et qu'il comptait un traître dans son gouvernement : François Mitterrand ». C'est d'abord à Mitterrand que s'en prend l'avocat d'extrême droite Jean-Louis Tixier-Vignancour, avant de considérer qu'il faut « frapper plus haut ». En 1956, quand Mendès France se désolidarise de l'action franco-anglaise sur le canal de Suez, on l'insulte, on le menace, on crie : « À Moscou ! » et Tixier : « À Tel-Aviv ! ».
Pierre Poujade lui lance ainsi, en 1955 : « Si vous aviez une goutte de sang gaulois dans les veines, vous n'auriez jamais osé, vous, représentant de notre France producteur mondial de vin et de champagne, vous faire servir un verre de lait dans une réception internationale ! C'est une gifle, monsieur Mendès, que tout Français a reçue ce jour-là, même s'il n'est pas un ivrogne. » Pierre Joxe écrit en 2011 : « Les poujadistes ainsi giflés refusent de l'appeler « Mendès France ». Ces braves Gaulois le surnomment même « Mendès Lolo ».
Le 11 février 1958, il se fait violemment prendre à partie à l'Assemblée nationale par le jeune député d'extrême-droite Jean-Marie Le Pen : « vous savez bien, monsieur Mendès France, quel est votre réel pouvoir sur le pays. Vous n'ignorez pas que vous cristallisez sur votre personnage un certain nombre de répulsions patriotiques et presque physiques ».

#### Derniers engagements socialistes et mort
Pour soutenir la candidature de François Mitterrand à l'élection présidentielle de 1965, P. Mendès France se lance dans une campagne de rencontres, de débats, qu'il anime, dont le plus célèbre, à la radio, est publié en librairie.
Après l'échec de François Mitterrand, qui obtient 44,80 % des voix au second tour, il multiplie les conférences et se pose en « garant de la doctrine » socialiste, allant jusqu'à donner des conférences à Harvard. Le score obtenu par l'ancien ministre de l'Intérieur de Mendès France rend à la gauche une crédibilité qu'elle avait perdue. Désormais, l'hypothèse d'une revanche est envisageable. Dans la foulée, il part en campagne pour les élections législatives des 5 et 12 mars 1967. Il se présente dans une circonscription de Grenoble, où il est élu. L'année suivante, se déroulent les Jeux olympiques d'hiver où, pour la première fois depuis bien longtemps, il rencontre de nouveau le général de Gaulle, dont il dit sentir « la fin politique proche », le jour de l'ouverture des jeux le 6 février 1968.
Lors des événements de 1968, Pierre Mendès France apparaît comme l'un des recours possibles en cas d'effondrement du régime. Son apparition lors d'un rassemblement public au stade Charléty le 27 mai, durant lequel il reste toutefois silencieux, lui sera par la suite beaucoup reprochée. Pierre Viansson-Ponté voit même dans sa démarche une manœuvre « machiavélique », qui lui permettrait de jouer sur deux tableaux. Il ne réussit à obtenir ni l'approbation des communistes pour lesquels il n'est pas l'homme providentiel, ni celle de François Mitterrand, qui lui conseille de garder une certaine réserve vis-à-vis des étudiants.
Il est battu par Jean-Marcel Jeanneney, qui l'emporte avec 132 voix d'avance sur lui aux élections législatives de 1968, dans la 2e circonscription de l'Isère, où il se présente sous l'étiquette PSU, bien qu'il ait déjà choisi de quitter ce parti avec lequel il veut néanmoins rester solidaire. Plus tard, il estime que c'est cette étiquette PSU qui lui a coûté son siège de député.
En 1969, il mène campagne aux côtés de Gaston Defferre pour l'élection présidentielle. Defferre annonce qu'en cas de victoire, Mendès France sera son Premier ministre. Le « ticket » ne convainc pas, obtenant tout juste 5 % des suffrages. Mendès s'attire toujours la méfiance des communistes qui souhaitent l'exclure de l'union de la gauche : « Tout ça irait encore s'il n'y avait pas Mendès France. Pourquoi l'avoir choisi ? ». Mitterrand lui-même ne le ménage pas et lui reproche son action en faveur des étudiants : « Les communistes ne veulent pas de vous comme Premier ministre, vous allez tout faire échouer. »

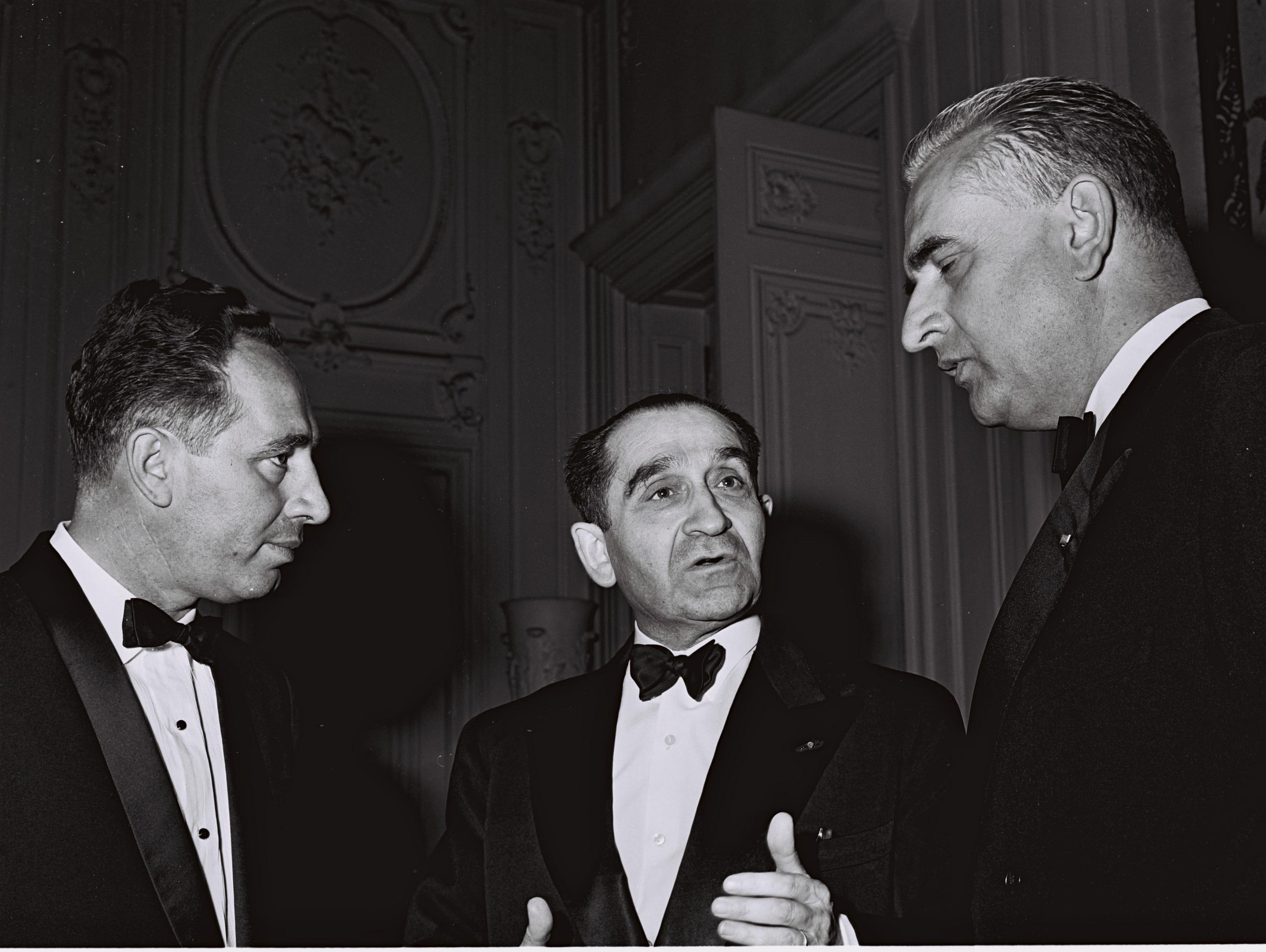
Avec Shimon Peres et Christian Fouchet à l'ambassade d'Israël, en 1964.

Après avoir subi des infarctus en 1967 et 1972, Pierre Mendès France prend ses distances avec la vie politique française et choisit d'œuvrer en faveur de la paix au Proche-Orient. Pierre Mendès France a écrit en 1957 qu'il a été « sensible » à la création de l'État d'Israël et c'est « en ami qu'il entend s'adresser aux Israéliens et non en sioniste passionné, ni même en tant que juif » et qu'il confirme son attachement au droit d'Israël à l'existence et dès 1959, il se rend en Israël. Mais c'est surtout à la fin de sa vie qu'il consacre son activité à la recherche de la paix au Moyen-Orient en organisant des conversations entre Israéliens et Palestiniens. En 1973, s'adressant au colonel Kadhafi, il déclare : « le judaïsme est-il un nationalisme ou une religion ? Je n'en sais rien mais il y a un certain nombre d'hommes qui veulent se rassembler en Israël et qui ont entrepris d'y bâtir ensemble un foyer. C'est leur droit, personne n'a le droit de les en empêcher. Si les Palestiniens désirent bâtir une nation, c'est leur droit aussi. Il y a assez de place dans le monde et au Proche-Orient pour que les Israéliens soient quelque part chez eux et les Palestiniens quelque part chez eux. » Sa position, rapportée par Jean Daniel se résume par la formule : « Tout pour la paix avec les Palestiniens, rien contre la sécurité d'Israël ». C'est ainsi qu'il est à Jérusalem en novembre 1977 lors de la visite du président Anouar el-Sadate et qu'il y rencontre le président égyptien et le Premier ministre israélien Menahem Begin. En juillet 1982, avec Nahum Goldmann, Philippe Klutsnik et Isaam Sartawi (en), il signe un manifeste pour l'autodétermination des palestiniens.
Il soutient François Mitterrand en 1974 ; selon Franz-Olivier Giesbert, en cas de victoire, il lui aurait proposé le ministère des affaires étrangères. Il a des réserves concernant le programme économique. Il le soutient toujours lors de l'élection présidentielle de 1981, malgré une série de malentendus qui ont éloigné les deux hommes l'un de l'autre. Il est néanmoins présent, ému, lors de l'investiture du président socialiste ; ce dernier lui aurait déclaré : « Si je suis ici, c'est bien grâce à vous »,.
Il reste jusqu'à la fin proche de sa famille politique, de ses amis, compagnons et collaborateurs tels que les Gabriel Ardant, Georges Boris, Claude Cheysson, Pierre Cot, Didier Grumbach, Georges Kiejman, Simon Nora, Michel Rocard.

## Héritage politique
Pierre Mendès France demeure une référence dans la classe politique française, comme symbole d'une conception exigeante de la politique. Ainsi, déjà en 1966, dans ses Bloc-Notes, François Mauriac écrit : « Ce que j’ai cru et ce que je crois toujours, c’est que la conjonction de Pierre Mendès France et de de Gaulle eût été ce qui aurait pu arriver de plus heureux pour la nation. L’impossibilité en est inscrite dans la nature même de Pierre Mendès France, dans cette inflexibilité qui fait sa grandeur, mais qui aura fait aussi sa destinée et l’aura condamné à ne pas servir autrement que par une action toute spirituelle ».
Après le décès de PMF, Jacques Chaban-Delmas écrit : « Chacun s’accorde à reconnaître, entre autres, à Pierre Mendès France un patriotisme sans faille, un dévouement total au bien public, une grande rigueur et une rare richesse d’esprit. Il faut se garder d’omettre un trait essentiel de son caractère : un sens de l’humain par lequel il se sentait personnellement concerné par les malheurs et la misère des autres ».
Michel Rocard déclare alors à son propos : « Son message de droiture morale et d’intégrité intellectuelle est résumé dans ces lignes : toute action n’est pas vaine, toute politique n’est pas impure. ». Il ajoute quelques jours plus tard : « L'héritage de Pierre Mendès France tient à la fois dans un projet politique et social - celui d'un socialisme moderne réconcilié avec la liberté et exprimant l'aboutissement des idéaux républicains - et dans une méthode de gouvernement qui repose d'abord sur un profond respect de l'autre. Dire la vérité, annoncer son calendrier et ses choix, tenir ses engagements, parler le même langage à ses partisans et à ses adversaires […] ».
Pour Raymond Aron, Mendès France était : « […] Vaillant, compétent, homme de caractère, capable d'autorité […] un homme d'État dont les vertus le destinent à bien gouverner mais lui laissent peu de chances de diriger le gouvernement ».
Jean-Louis Debré dit de PMF en 2004 :
« Cinquante ans jour pour jour après le discours qu'il prononça pour proposer aux députés un contrat de gouvernement et les convaincre de lui accorder leur confiance, Pierre Mendès France reste, en effet, pour beaucoup de nos concitoyens, une référence. Il est juste que l'Assemblée nationale honore aujourd'hui, quelle que soit la place des uns et des autres sur l'échiquier politique, la mémoire de celui qui a pris place parmi les meilleurs pédagogues de l'idée républicaine. Et qu'elle continue ainsi de méditer son message. »
Pierre Mendès France jouit toujours d'une réelle popularité dans l'opinion. Ses « causeries au coin du feu », tous les samedis à la radio, sont restées célèbres. Elles lui permettaient d'expliquer aux Français les grandes lignes de sa politique. En matière de communication, il a également bénéficié d'efficaces soutiens, notamment de celui de Jean-Jacques Servan-Schreiber et de l'hebdomadaire qu'il dirigeait, L'Express.

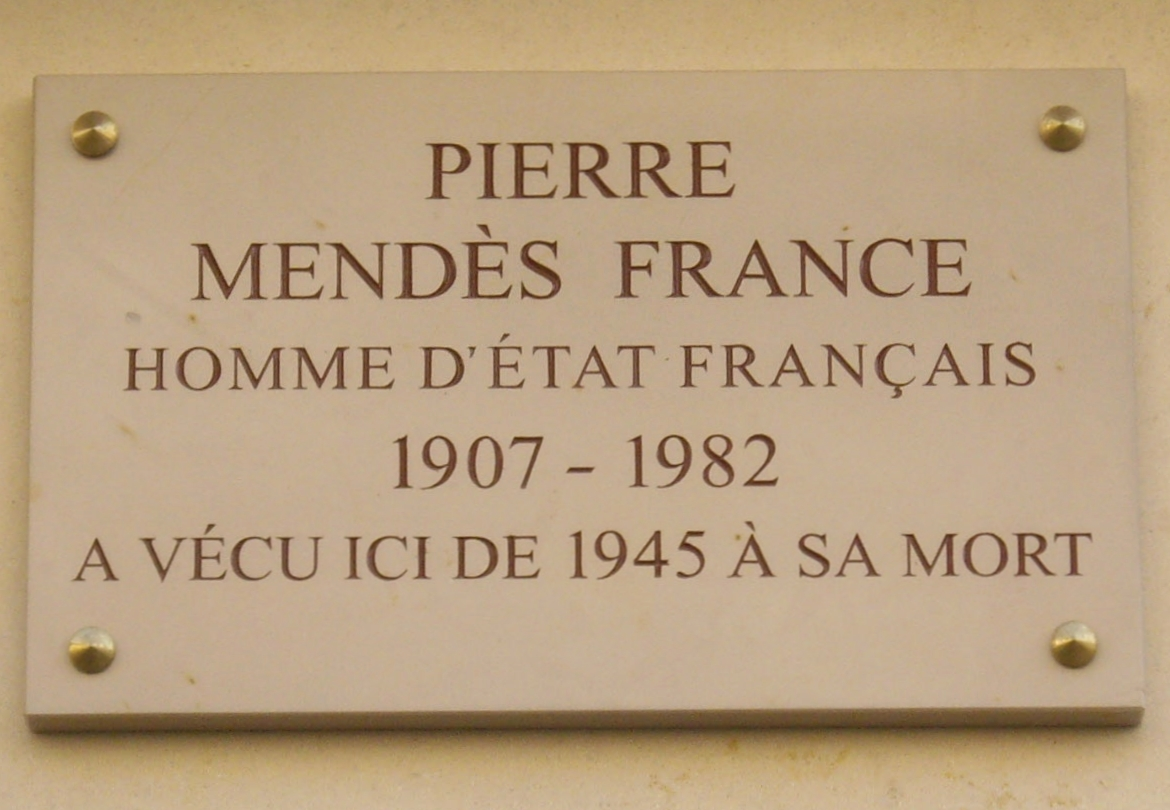
Plaque commémorative, au 23 rue du Conseiller-Collignon, dans le 16e arrondissement de Paris.

À propos de l'icône politique que Mendès France est resté dans l'esprit des Français, Louis-Bernard Robitaille souligne la curieuse contradiction française : « En simplifiant à peine, il y a cinquante ans comme aujourd'hui, on dirait que les Français vouent un culte sans faille à Pierre Mendès France, et installent Guy Mollet à Matignon […]. [PMF était] un héros sans tache qui avait cette vertu redoutable de ne rien promettre […]. On le vénérait comme une conscience de la nation. La classe politique lui a préféré un pur politicien prompt à trahir ses promesses […] ».
Selon François Loncle, « Le mendésisme a survécu à sa disparition, car il est bien plus qu’une doctrine : il est une éthique. Éminente figure morale, [PMF] demeure une référence incontournable […]. Il est l’incarnation même de la probité politique. […] S’exprimant de manière claire et pédagogique, sans jamais sombrer dans la démagogie qu’il abhorrait, il professait un dévouement indéfectible au bien public, à la justice sociale, aux valeurs émancipatrices de la République […]. Il était viscéralement attaché à la République qu’il considérait comme le régime le plus apte à permettre le développement des individus, et en particulier des jeunes. […] il était un farouche partisan du volontarisme économique, estimant que le rôle de l’État consiste, non seulement à soutenir activement l’économie de marché, mais aussi à l’orienter et à la contrôler, car il est seul à prévoir dans le long terme et à lutter contre les féodalités particulières. Tout en prônant une gestion rigoureuse, il [...] favorisait la dépense publique si celle-ci concernait des activités structurantes. ».
Pierre Mendès France, qui selon sa veuve « enviait à Charles de Gaulle sa mort magnifique », eut la même fin rapide, succombant à un infarctus foudroyant le 18 octobre 1982, à son bureau, chez lui rue du Conseiller-Collignon, dans le 16e arrondissement de Paris. L'hommage et l'émotion de la classe politique est unanime, y compris à l'international, Mitterrand déclare le même jour que « la France vient de perdre l'un des plus grands de ses fils ».
Un hommage national est rendu à Mendès France le 27 octobre dans la cour d'honneur du Palais Bourbon ; Frédéric Lodéon y joue Bach et les chœurs de l'orchestre de Paris dirigés par Daniel Barenboim interprètent Verdi. Le Président Mitterrand, au cours de son allocution à l'occasion de cet hommage, déclare notamment que Pierre Mendès France a été « l'éveilleur des consciences » et que « il fut une part de notre honneur, il fut une part de notre histoire : le temps s'en souviendra".
Plusieurs des textes de Mendès France sont lus dans tous les établissements scolaires le 4 novembre.
Il avait demandé par testament que ses cendres soient dispersées à la maison des Monts à Louviers (Eure) dont il fut maire. Des demandes de transfert des cendres au Panthéon furent suggérées en 1999 et 2012,.

## Détail des mandats et fonctions

### Au niveau local
- Maire de Louviers de 1935 à 1939 et de 1953 à 1958
- Conseiller général de l'Eure de 1937 à 1958
- Président du conseil général de l'Eure de 1945 à 1958

### Au Parlement
- Député de l'Eure de 1932 à 1942 et de 1945 à 1958
- Député de la 2e circonscription de l'Isère de 1967 à 1968

### Au gouvernement
- Sous-secrétaire d'État au Trésor dans le second gouvernement Léon Blum du 13 mars au 8 avril 1938
- Commissaire aux Finances dans le Comité français de Libération nationale (présidé par de Gaulle) du 9 novembre 1943 au 3 juin 1944
- Ministre de l'Économie nationale du gouvernement provisoire de la République française (présidé par de Gaulle) du 4 septembre 1944 au 6 avril 1945
- Président du Conseil des Ministres du 18 juin 1954 au 6 février 1955

## Décorations

### Décorations françaises
- Commandeur de la Légion d'honneur.
- Croix de guerre 1939-1945.
- Médaille de la Résistance française avec rosette (décret du 24 avril 1946)[154].

### Décorations étrangères
- Grand officier de l'ordre de Léopold (Belgique).
- Grand cordon de l'ordre du Ouissam alaouite (Maroc).
- Grand-croix de l'ordre de Saint-Charles (Monaco) (1954)[155].
- Grand cordon de l'ordre de Nichan Iftikhar (Tunisie).

### Hommages

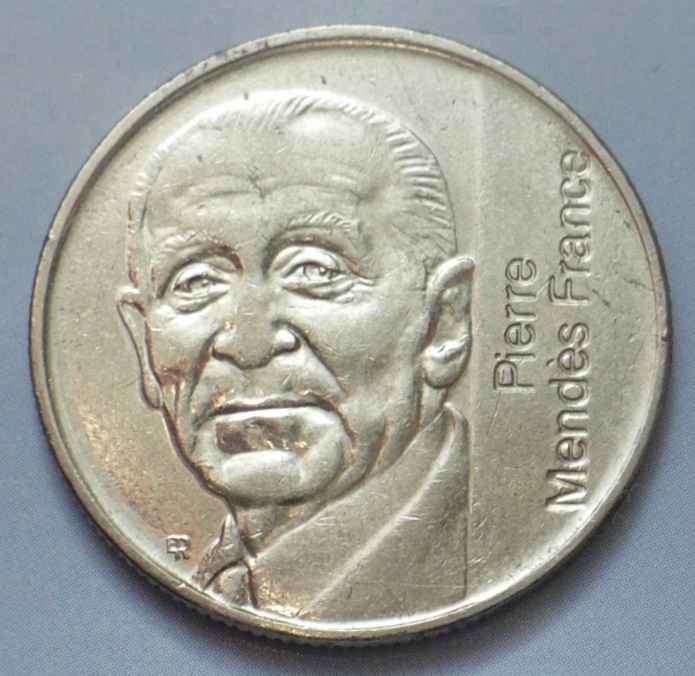
Pièce de 5 francs émise en 1992.

De nombreux établissements scolaires (dont le lycée Pierre-Mendès-France de Tunis) et universitaires (dont l'université Pierre-Mendès-France de Grenoble, et le Centre Pierre-Mendès-France de Paris 1 Panthéon-Sorbonne) portent son nom, ainsi qu'un planétarium à Poitiers.
Plusieurs communes ont donné le nom de Pierre Mendès France à une de leurs rues. À Louviers, c'est la rue qui passe devant la mairie qui porte ce nom ; à Chartres, l'entrée du lycée Marceau se situe rue Pierre-Mendès-France.
Un arrêt du Tramway A à Mérignac (Gironde), un arrêt du tramway T2 et T4 à Lyon ainsi qu'un arrêt de la ligne 1 à Nantes portent son nom.
Un Hommage à Pierre Mendès France, sculpture de Pierre Peignot (1947–2002) est inauguré à Paris au jardin du Luxembourg en 1984.
Le centre de conférence du ministère de l'Économie et des Finances porte également son nom.
L'hémicycle du conseil départemental de l'Eure porte son nom.

## Œuvres de Pierre Mendès France
- Le Redressement financier français en 1926 et 1927, thèse pour le doctorat soutenue le 3 mars 1928, université de Paris, Faculté de droit, LGDJ, 1928.
- L'Œuvre financière du gouvernement Poincaré, préface de Georges Bonnet, LGDJ, 1928.
- La Banque internationale, contribution à l'étude du problème des États-Unis d'Europe, Librairie Valois, 1930.
- Le Département de l'Eure au point de vue économique, 1933, préface de Camille Briquet.
- Liberté, liberté chérie… Choses vécues, New York, Les éditions Didier, 1943.
- Roissy-en-France, Julliard, 1947.
- Gouverner c'est choisir, tome I, Julliard, 1953.
- Gouverner c'est choisir, tome II, Sept mois et dix-sept jours juin 1954-février 1955, Julliard, 1955.
- Gouverner c'est choisir, tome III, La Politique et la Vérité, Julliard, 1958.
- Dire la vérité, causeries du samedi, Julliard, 1955.
- Pour une république moderne, Gallimard, 1962, rééd. 1966.
- Pour préparer l'avenir, propositions pour une action, Denoël, Paris, 1968.
- Dialogues avec l'Asie d'aujourd'hui, Gallimard, 1972.
- Choisir, conversations avec Jean Bothorel, Stock, 1974  (ISBN 2234000688 et 978-2234000681).
- La vérité guidait leurs pas, Gallimard, 1976.

- Regards sur la Ve République (1958-1978). Entretiens avec François Lanzenberg, Fayard, Paris, 1983.

### Œuvres complètes
Compilations des ouvrages, discours, lettres et articles, publiées chez Gallimard avec l'Institut Pierre-Mendès-France.
- Tome I, S'engager 1922-1943, 1984, 837 p.
- Tome II, Une politique de l'économie 1943-1954, 1985, 630 p.
- Tome III, Gouverner, c'est choisir 1954-1955, 1986, 831 p.
- Tome IV, Pour une république moderne 1955-1962, 1988, 969 p.
- Tome V, Préparer l'avenir 1963-1973, 1989, 874 p.
- Tome VI, Une vision du monde 1974-1982, 1990, 684 p.

### Ouvrages en collaboration
- Avec Gabriel Ardant, la Science économique et l'action, éd. UNESCO-Julliard, 1954.
- Sous la direction de Jean-Jacques Servan-Schreiber, Rencontre Nenni, Bevan, Mendès France. Février 1959, éd. R. Julliard, Paris, (impr. E. Dauer), 1959.
- Avec Michel Debré, le Grand Débat, préface de Georges Altschuler, éd. Gonthier, Paris, (impr. Labadie, Évreux), 1966.
- Avec Gabriel Ardant, Science économique et lucidité politique, éd. Gallimard, 1973.
- Avec sa petite fille Margot Mendès France, rédaction de the "French constitutional" Mars 1999, éd. R. Julliard, Paris, (impr. E. Dauer), 1999.